# Malmö Redhawks 2016/2017
Malmö Redhawks 2016/2017 är Malmö Redhawks 18:e säsong i SHL, tidigare Elitserien.

## Svenska Hockeyligan

### Tabell
| Nr | Lag              | S  | V  | ÖV | ÖF | F  | GM  | IM  | MS  | P  |
| -- | ---------------- | -- | -- | -- | -- | -- | --- | --- | --- | -- |
| 1  | Växjö Lakers     | 52 | 26 | 7  | 7  | 12 | 165 | 118 | +47 | 99 |
| 2  | HV71             | 52 | 27 | 6  | 5  | 14 | 152 | 99  | +53 | 98 |
| 3  | Frölunda HC (RM) | 52 | 27 | 6  | 4  | 15 | 142 | 114 | +28 | 97 |
| 4  | Linköping HC     | 52 | 27 | 5  | 5  | 15 | 136 | 116 | +20 | 96 |
| 5  | Brynäs IF        | 52 | 27 | 4  | 4  | 17 | 156 | 124 | +32 | 93 |
| 6  | Skellefteå AIK   | 52 | 25 | 6  | 3  | 18 | 129 | 123 | +6  | 90 |
| 7  | Färjestad BK     | 52 | 22 | 9  | 3  | 18 | 133 | 121 | +12 | 87 |
| 8  | Malmö Redhawks   | 52 | 23 | 3  | 6  | 20 | 132 | 116 | +16 | 81 |
| 9  | Luleå HF         | 52 | 16 | 7  | 8  | 21 | 118 | 136 | −18 | 70 |
| 10 | Djurgårdens IF   | 52 | 15 | 7  | 11 | 19 | 110 | 128 | −18 | 70 |
| 11 | Karlskrona HK    | 52 | 20 | 2  | 4  | 26 | 110 | 122 | −12 | 68 |
| 12 | Örebro HK        | 52 | 11 | 7  | 6  | 28 | 103 | 155 | −52 | 53 |
| 13 | Rögle BK         | 52 | 12 | 4  | 3  | 33 | 115 | 158 | −43 | 47 |
| 14 | Leksands IF (U)  | 52 | 12 | 1  | 5  | 34 | 93  | 164 | −71 | 43 |

### Matcher
Betydelser vid mål: PP1 = Spel med en spelare mer, PP2 = spel med två spelare mer, BP1 = spel med en spelare mindre, BP2 = spel med två spelare mindre.

#### Grundserien
| 37          | 17 september 2016 | Malmö Redhawks                                                                       | 3 – 2                   | Frölunda HC                                                  | Malmö Arena                                                |                                                            |
| 15:00 UTC+2 | 15:00 UTC+2       | (0–0, 3–0, 0–2) Rapport                                                              | (0–0, 3–0, 0–2) Rapport | (0–0, 3–0, 0–2) Rapport                                      | Malmö Publik: 8 170 Domare: Mikael Sjöqvist Wolmer Edqvist | Malmö Publik: 8 170 Domare: Mikael Sjöqvist Wolmer Edqvist |
| 15:00 UTC+2 | 15:00 UTC+2       | Konstantin Komarek (21:49) Fredrik Händemark (29:54) Fredrik Händemark (37:21) (PP1) | Mål                     | (54:10) (PP2) Simon Hjalmarsson (54:42) (PP1) Joel Lundqvist | Malmö Publik: 8 170 Domare: Mikael Sjöqvist Wolmer Edqvist | Malmö Publik: 8 170 Domare: Mikael Sjöqvist Wolmer Edqvist |
| 15:00 UTC+2 | 15:00 UTC+2       |                                                                                      |                         |                                                              | Malmö Publik: 8 170 Domare: Mikael Sjöqvist Wolmer Edqvist | Malmö Publik: 8 170 Domare: Mikael Sjöqvist Wolmer Edqvist |
| 15:00 UTC+2 | 15:00 UTC+2       |                                                                                      |                         |                                                              | Malmö Publik: 8 170 Domare: Mikael Sjöqvist Wolmer Edqvist | Malmö Publik: 8 170 Domare: Mikael Sjöqvist Wolmer Edqvist |
| 15:00 UTC+2 | 15:00 UTC+2       |                                                                                      |                         |                                                              | Malmö Publik: 8 170 Domare: Mikael Sjöqvist Wolmer Edqvist | Malmö Publik: 8 170 Domare: Mikael Sjöqvist Wolmer Edqvist |
| 15:00 UTC+2 | 15:00 UTC+2       |                                                                                      |                         |                                                              | Malmö Publik: 8 170 Domare: Mikael Sjöqvist Wolmer Edqvist | Malmö Publik: 8 170 Domare: Mikael Sjöqvist Wolmer Edqvist |

| 1           | 21 september 2016 | Malmö Redhawks                                                                    | 3 – 0                   | Karlskrona HK           | Malmö Arena                                                |                                                            |
| 18:30 UTC+2 | 18:30 UTC+2       | (1–0, 1–0, 1–0) Rapport                                                           | (1–0, 1–0, 1–0) Rapport | (1–0, 1–0, 1–0) Rapport | Malmö Publik: 5 274 Domare: Patrik Sjöberg Mikael Sjöqvist | Malmö Publik: 5 274 Domare: Patrik Sjöberg Mikael Sjöqvist |
| 18:30 UTC+2 | 18:30 UTC+2       | Konstantin Komarek (16:56) Ilari Filppula (39:12) (PP1) Andreas Thuresson (58:18) | Mål                     |                         | Malmö Publik: 5 274 Domare: Patrik Sjöberg Mikael Sjöqvist | Malmö Publik: 5 274 Domare: Patrik Sjöberg Mikael Sjöqvist |
| 18:30 UTC+2 | 18:30 UTC+2       |                                                                                   |                         |                         | Malmö Publik: 5 274 Domare: Patrik Sjöberg Mikael Sjöqvist | Malmö Publik: 5 274 Domare: Patrik Sjöberg Mikael Sjöqvist |
| 18:30 UTC+2 | 18:30 UTC+2       |                                                                                   |                         |                         | Malmö Publik: 5 274 Domare: Patrik Sjöberg Mikael Sjöqvist | Malmö Publik: 5 274 Domare: Patrik Sjöberg Mikael Sjöqvist |
| 18:30 UTC+2 | 18:30 UTC+2       |                                                                                   |                         |                         | Malmö Publik: 5 274 Domare: Patrik Sjöberg Mikael Sjöqvist | Malmö Publik: 5 274 Domare: Patrik Sjöberg Mikael Sjöqvist |
| 18:30 UTC+2 | 18:30 UTC+2       |                                                                                   |                         |                         | Malmö Publik: 5 274 Domare: Patrik Sjöberg Mikael Sjöqvist | Malmö Publik: 5 274 Domare: Patrik Sjöberg Mikael Sjöqvist |

| 2           | 24 september 2016 | Djurgårdens IF             | 1 – 2                   | Malmö Redhawks                                  | Hovet                                                       |                                                             |
| 16:00 UTC+2 | 16:00 UTC+2       | (0–1, 1–1, 0–0) Rapport    | (0–1, 1–1, 0–0) Rapport | (0–1, 1–1, 0–0) Rapport                         | Stockholm Publik: 7 659 Domare: Wolmer Edqvist Tobias Björk | Stockholm Publik: 7 659 Domare: Wolmer Edqvist Tobias Björk |
| 16:00 UTC+2 | 16:00 UTC+2       | Jonathan Davidsson (26:02) | Mål                     | (13:56) Andreas Thuresson (36:50) Nichlas Hardt | Stockholm Publik: 7 659 Domare: Wolmer Edqvist Tobias Björk | Stockholm Publik: 7 659 Domare: Wolmer Edqvist Tobias Björk |
| 16:00 UTC+2 | 16:00 UTC+2       |                            |                         |                                                 | Stockholm Publik: 7 659 Domare: Wolmer Edqvist Tobias Björk | Stockholm Publik: 7 659 Domare: Wolmer Edqvist Tobias Björk |
| 16:00 UTC+2 | 16:00 UTC+2       |                            |                         |                                                 | Stockholm Publik: 7 659 Domare: Wolmer Edqvist Tobias Björk | Stockholm Publik: 7 659 Domare: Wolmer Edqvist Tobias Björk |
| 16:00 UTC+2 | 16:00 UTC+2       |                            |                         |                                                 | Stockholm Publik: 7 659 Domare: Wolmer Edqvist Tobias Björk | Stockholm Publik: 7 659 Domare: Wolmer Edqvist Tobias Björk |
| 16:00 UTC+2 | 16:00 UTC+2       |                            |                         |                                                 | Stockholm Publik: 7 659 Domare: Wolmer Edqvist Tobias Björk | Stockholm Publik: 7 659 Domare: Wolmer Edqvist Tobias Björk |

| 3           | 29 september 2016 | Färjestad BK                                                     | 2 – 4                   | Malmö Redhawks                                                                                    | Löfbergs Arena                                              |                                                             |
| 19:00 UTC+2 | 19:00 UTC+2       | (0–4, 2–0, 0–0) Rapport                                          | (0–4, 2–0, 0–0) Rapport | (0–4, 2–0, 0–0) Rapport                                                                           | Karlstad Publik: 5 058 Domare: Sören Persson Wolmer Edqvist | Karlstad Publik: 5 058 Domare: Sören Persson Wolmer Edqvist |
| 19:00 UTC+2 | 19:00 UTC+2       | Alexander Johansson (27:14) (PP1) Mikael Wikstrand (31:28) (PP1) | Mål                     | (00:44) (PP1) Nils Andersson (02:37) Ilari Filppula (09:48) Nils Andersson (12:06) Ilari Filppula | Karlstad Publik: 5 058 Domare: Sören Persson Wolmer Edqvist | Karlstad Publik: 5 058 Domare: Sören Persson Wolmer Edqvist |
| 19:00 UTC+2 | 19:00 UTC+2       |                                                                  |                         |                                                                                                   | Karlstad Publik: 5 058 Domare: Sören Persson Wolmer Edqvist | Karlstad Publik: 5 058 Domare: Sören Persson Wolmer Edqvist |
| 19:00 UTC+2 | 19:00 UTC+2       |                                                                  |                         |                                                                                                   | Karlstad Publik: 5 058 Domare: Sören Persson Wolmer Edqvist | Karlstad Publik: 5 058 Domare: Sören Persson Wolmer Edqvist |
| 19:00 UTC+2 | 19:00 UTC+2       |                                                                  |                         |                                                                                                   | Karlstad Publik: 5 058 Domare: Sören Persson Wolmer Edqvist | Karlstad Publik: 5 058 Domare: Sören Persson Wolmer Edqvist |
| 19:00 UTC+2 | 19:00 UTC+2       |                                                                  |                         |                                                                                                   | Karlstad Publik: 5 058 Domare: Sören Persson Wolmer Edqvist | Karlstad Publik: 5 058 Domare: Sören Persson Wolmer Edqvist |

| 48          | 17 september 2016 | Rögle BK | 6 – 7                   | Malmö Redhawks | Lindab Arena                                                  |                                                               |
| 15:00 UTC+2 | 15:00 UTC+2       | (3–3, 1–3, 2–1) Rapport | (3–3, 1–3, 2–1) Rapport | (3–3, 1–3, 2–1) Rapport | Ängelholm Publik: 5 051 Domare: Linus Öhlund Morgan Johansson | Ängelholm Publik: 5 051 Domare: Linus Öhlund Morgan Johansson |
| 15:00 UTC+2 | 15:00 UTC+2       | Sebastian Collberg (01:41) Ludvig Rensfeldt (02:45) (PP1) Bryan Lerg (17:27) Sebastian Wännström (26:45) (PP1) Sebastian Wännström (20:56) Patrick Cehlin (54:03) (PP1) | Mål                     | (08:37) Johan Ivarsson (11:25) (PP1) Nils Andersson (18:57) (PP1) Frederik Storm (21:31) (PP1) Robin Álvarez (22:25) (PP1) Ilari Filppula (25:57) Kim Rosdahl (43:51) (PP1) André Benoit | Ängelholm Publik: 5 051 Domare: Linus Öhlund Morgan Johansson | Ängelholm Publik: 5 051 Domare: Linus Öhlund Morgan Johansson |
| 15:00 UTC+2 | 15:00 UTC+2       | |                         | | Ängelholm Publik: 5 051 Domare: Linus Öhlund Morgan Johansson | Ängelholm Publik: 5 051 Domare: Linus Öhlund Morgan Johansson |
| 15:00 UTC+2 | 15:00 UTC+2       | |                         | | Ängelholm Publik: 5 051 Domare: Linus Öhlund Morgan Johansson | Ängelholm Publik: 5 051 Domare: Linus Öhlund Morgan Johansson |
| 15:00 UTC+2 | 15:00 UTC+2       | |                         | | Ängelholm Publik: 5 051 Domare: Linus Öhlund Morgan Johansson | Ängelholm Publik: 5 051 Domare: Linus Öhlund Morgan Johansson |
| 15:00 UTC+2 | 15:00 UTC+2       | |                         | | Ängelholm Publik: 5 051 Domare: Linus Öhlund Morgan Johansson | Ängelholm Publik: 5 051 Domare: Linus Öhlund Morgan Johansson |

| 8           | 4 oktober 2017 | Malmö Redhawks | 5 – 1                   | Leksands IF             | Malmö Arena                                                     |                                                                 |
| 19:00 UTC+2 | 19:00 UTC+2    | (2–0, 2–0, 1–1) Rapport | (2–0, 2–0, 1–1) Rapport | (2–0, 2–0, 1–1) Rapport | Malmö Publik: 6 995 Domare: Mikael Andersson Andreas Harnebring | Malmö Publik: 6 995 Domare: Mikael Andersson Andreas Harnebring |
| 19:00 UTC+2 | 19:00 UTC+2    | Erik Forssell (02:02) Robin Álvarez (19:01) (PP1) Kim Rosdahl (22:31) Andreas Thuresson (39:41) (PP1) Konstantin Komarek (49:55) | Mål                     | (58:35) Olle Alsing     | Malmö Publik: 6 995 Domare: Mikael Andersson Andreas Harnebring | Malmö Publik: 6 995 Domare: Mikael Andersson Andreas Harnebring |
| 19:00 UTC+2 | 19:00 UTC+2    | |                         |                         | Malmö Publik: 6 995 Domare: Mikael Andersson Andreas Harnebring | Malmö Publik: 6 995 Domare: Mikael Andersson Andreas Harnebring |
| 19:00 UTC+2 | 19:00 UTC+2    | |                         |                         | Malmö Publik: 6 995 Domare: Mikael Andersson Andreas Harnebring | Malmö Publik: 6 995 Domare: Mikael Andersson Andreas Harnebring |
| 19:00 UTC+2 | 19:00 UTC+2    | |                         |                         | Malmö Publik: 6 995 Domare: Mikael Andersson Andreas Harnebring | Malmö Publik: 6 995 Domare: Mikael Andersson Andreas Harnebring |
| 19:00 UTC+2 | 19:00 UTC+2    | |                         |                         | Malmö Publik: 6 995 Domare: Mikael Andersson Andreas Harnebring | Malmö Publik: 6 995 Domare: Mikael Andersson Andreas Harnebring |

| 5           | 7 oktober 2016 | Malmö Redhawks                   | 000 1 – 0 (PS)                   | Örebro HK                                        | Malmö Arena                                               |                                                           |
| 19:00 UTC+2 | 19:00 UTC+2    | (0–0, 0–0, 0–0, 0–0 1–0) Rapport | (0–0, 0–0, 0–0, 0–0 1–0) Rapport | (0–0, 0–0, 0–0, 0–0 1–0) Rapport                 | Malmö Publik: 6 369 Domare: Sören Persson Marian Rohatsch | Malmö Publik: 6 369 Domare: Sören Persson Marian Rohatsch |
| 19:00 UTC+2 | 19:00 UTC+2    |                                  |                                  |                                                  | Malmö Publik: 6 369 Domare: Sören Persson Marian Rohatsch | Malmö Publik: 6 369 Domare: Sören Persson Marian Rohatsch |
| 19:00 UTC+2 | 19:00 UTC+2    |                                  |                                  |                                                  | Malmö Publik: 6 369 Domare: Sören Persson Marian Rohatsch | Malmö Publik: 6 369 Domare: Sören Persson Marian Rohatsch |
| 19:00 UTC+2 | 19:00 UTC+2    |                                  |                                  |                                                  | Malmö Publik: 6 369 Domare: Sören Persson Marian Rohatsch | Malmö Publik: 6 369 Domare: Sören Persson Marian Rohatsch |
| 19:00 UTC+2 | 19:00 UTC+2    |                                  |                                  |                                                  | Malmö Publik: 6 369 Domare: Sören Persson Marian Rohatsch | Malmö Publik: 6 369 Domare: Sören Persson Marian Rohatsch |
| 19:00 UTC+2 | 19:00 UTC+2    | Ilari Filppula · André Benoit    |                                  | Daniel Viksten · Greg Squires · Marcus Weinstock | Malmö Publik: 6 369 Domare: Sören Persson Marian Rohatsch | Malmö Publik: 6 369 Domare: Sören Persson Marian Rohatsch |

| 6           | 8 oktober 2016 | Örebro HK | 5 – 4                   | Malmö Redhawks                                                                                         | Behrn Arena                                                    |                                                                |
| 18:30 UTC+2 | 18:30 UTC+2    | (3–1, 2–1, 0–2) Rapport                                                                                         | (3–1, 2–1, 0–2) Rapport | (3–1, 2–1, 0–2) Rapport                                                                                | Örebro Publik: 5 301 Domare: Patrik Sjöberg Andreas Harnebring | Örebro Publik: 5 301 Domare: Patrik Sjöberg Andreas Harnebring |
| 18:30 UTC+2 | 18:30 UTC+2    | Petr Zámorský (09:09) Bobo Petersson (13:07) Greg Squires (14:00) Anders Eriksson (31:54) Joel Mustonen (33:15) | Mål                     | (17:46) (PP2) Ilari Filppula (36:10) Andreas Thuresson (43:32) Rhett Rakhshani (54:10) Rhett Rakhshani | Örebro Publik: 5 301 Domare: Patrik Sjöberg Andreas Harnebring | Örebro Publik: 5 301 Domare: Patrik Sjöberg Andreas Harnebring |
| 18:30 UTC+2 | 18:30 UTC+2    | |                         | | Örebro Publik: 5 301 Domare: Patrik Sjöberg Andreas Harnebring | Örebro Publik: 5 301 Domare: Patrik Sjöberg Andreas Harnebring |
| 18:30 UTC+2 | 18:30 UTC+2    | |                         | | Örebro Publik: 5 301 Domare: Patrik Sjöberg Andreas Harnebring | Örebro Publik: 5 301 Domare: Patrik Sjöberg Andreas Harnebring |
| 18:30 UTC+2 | 18:30 UTC+2    | |                         | | Örebro Publik: 5 301 Domare: Patrik Sjöberg Andreas Harnebring | Örebro Publik: 5 301 Domare: Patrik Sjöberg Andreas Harnebring |
| 18:30 UTC+2 | 18:30 UTC+2    | |                         | | Örebro Publik: 5 301 Domare: Patrik Sjöberg Andreas Harnebring | Örebro Publik: 5 301 Domare: Patrik Sjöberg Andreas Harnebring |

| 7           | 13 oktober 2016 | Linköpings HC                                                                           | 3 – 5                   | Malmö Redhawks | Saab Arena                                                 |                                                            |
| 19:00 UTC+2 | 19:00 UTC+2     | (0–2, 3–1, 0–2) Rapport                                                                 | (0–2, 3–1, 0–2) Rapport | (0–2, 3–1, 0–2) Rapport | Linköping Publik: 4 963 Domare: Mikael Nord Wolmer Edqvist | Linköping Publik: 4 963 Domare: Mikael Nord Wolmer Edqvist |
| 19:00 UTC+2 | 19:00 UTC+2     | Niklas Fogström (27:46) (PP1) Garrett Roe (36:03) (PP1) Emil Kristensen Løjborg (36:28) | Mål                     | (18:02) Erik Forssell (19:35) (PP1) Rhett Rakhshani (24:05) Christoffer Forsberg (47:27) Noah Welch (50:45) (BP1) Erik Forssell | Linköping Publik: 4 963 Domare: Mikael Nord Wolmer Edqvist | Linköping Publik: 4 963 Domare: Mikael Nord Wolmer Edqvist |
| 19:00 UTC+2 | 19:00 UTC+2     |                                                                                         |                         | | Linköping Publik: 4 963 Domare: Mikael Nord Wolmer Edqvist | Linköping Publik: 4 963 Domare: Mikael Nord Wolmer Edqvist |
| 19:00 UTC+2 | 19:00 UTC+2     |                                                                                         |                         | | Linköping Publik: 4 963 Domare: Mikael Nord Wolmer Edqvist | Linköping Publik: 4 963 Domare: Mikael Nord Wolmer Edqvist |
| 19:00 UTC+2 | 19:00 UTC+2     |                                                                                         |                         | | Linköping Publik: 4 963 Domare: Mikael Nord Wolmer Edqvist | Linköping Publik: 4 963 Domare: Mikael Nord Wolmer Edqvist |
| 19:00 UTC+2 | 19:00 UTC+2     |                                                                                         |                         | | Linköping Publik: 4 963 Domare: Mikael Nord Wolmer Edqvist | Linköping Publik: 4 963 Domare: Mikael Nord Wolmer Edqvist |

| 9           | 18 oktober 2016 | Luleå HF                                                                                           | 4 – 2                   | Malmö Redhawks                                           | Coop Norrbotten Arena                                     |                                                           |
| 19:00 UTC+2 | 19:00 UTC+2     | (3–0, 0–1, 1–1) Rapport                                                                            | (3–0, 0–1, 1–1) Rapport | (3–0, 0–1, 1–1) Rapport                                  | Luleå Publik: 4 793 Domare: Morgan Johansson Marcus Linde | Luleå Publik: 4 793 Domare: Morgan Johansson Marcus Linde |
| 19:00 UTC+2 | 19:00 UTC+2     | Anton Hedman (01:28) Petter Emanuelsson (05:17) Christian Jaros (06:36) Petter Emanuelsson (59:12) | Mål                     | (22:39) (PP1) Rhett Rakhshani (44:16) (PP1) André Benoit | Luleå Publik: 4 793 Domare: Morgan Johansson Marcus Linde | Luleå Publik: 4 793 Domare: Morgan Johansson Marcus Linde |
| 19:00 UTC+2 | 19:00 UTC+2     | |                         |                                                          | Luleå Publik: 4 793 Domare: Morgan Johansson Marcus Linde | Luleå Publik: 4 793 Domare: Morgan Johansson Marcus Linde |
| 19:00 UTC+2 | 19:00 UTC+2     | |                         |                                                          | Luleå Publik: 4 793 Domare: Morgan Johansson Marcus Linde | Luleå Publik: 4 793 Domare: Morgan Johansson Marcus Linde |
| 19:00 UTC+2 | 19:00 UTC+2     | |                         |                                                          | Luleå Publik: 4 793 Domare: Morgan Johansson Marcus Linde | Luleå Publik: 4 793 Domare: Morgan Johansson Marcus Linde |
| 19:00 UTC+2 | 19:00 UTC+2     | |                         |                                                          | Luleå Publik: 4 793 Domare: Morgan Johansson Marcus Linde | Luleå Publik: 4 793 Domare: Morgan Johansson Marcus Linde |

| 11          | 22 oktober 2016 | Brynäs IF                                                             | 3 – 5                   | Malmö Redhawks                                                                                                   | Gavlerinken Arena                                    |                                                      |
| 18:30 UTC+2 | 18:30 UTC+2     | (1–1, 2–2, 0–2) Rapport                                               | (1–1, 2–2, 0–2) Rapport | (1–1, 2–2, 0–2) Rapport                                                                                          | Gävle Publik: 5 085 Domare: Tobias Björk Mikael Holm | Gävle Publik: 5 085 Domare: Tobias Björk Mikael Holm |
| 18:30 UTC+2 | 18:30 UTC+2     | Kevin Clark (04:13) Daniel Paille (28:10) Daniel Paille (32:54) (PP1) | Mål                     | (18:27) Erik Forssell (23:02) André Benoit (34:20) Andreas Thuresson (43:29) Erik Forssell (46:18) Robin Alvarez | Gävle Publik: 5 085 Domare: Tobias Björk Mikael Holm | Gävle Publik: 5 085 Domare: Tobias Björk Mikael Holm |
| 18:30 UTC+2 | 18:30 UTC+2     |                                                                       |                         | | Gävle Publik: 5 085 Domare: Tobias Björk Mikael Holm | Gävle Publik: 5 085 Domare: Tobias Björk Mikael Holm |
| 18:30 UTC+2 | 18:30 UTC+2     |                                                                       |                         | | Gävle Publik: 5 085 Domare: Tobias Björk Mikael Holm | Gävle Publik: 5 085 Domare: Tobias Björk Mikael Holm |
| 18:30 UTC+2 | 18:30 UTC+2     |                                                                       |                         | | Gävle Publik: 5 085 Domare: Tobias Björk Mikael Holm | Gävle Publik: 5 085 Domare: Tobias Björk Mikael Holm |
| 18:30 UTC+2 | 18:30 UTC+2     |                                                                       |                         | | Gävle Publik: 5 085 Domare: Tobias Björk Mikael Holm | Gävle Publik: 5 085 Domare: Tobias Björk Mikael Holm |

| 12          | 25 oktober 2016 | Frölunda HC                                                              | 3 – 1                   | Malmö Redhawks          | Scandinavium                                            |                                                         |
| 19:00 UTC+2 | 19:00 UTC+2     | (1–0, 1–1, 1–0) Rapport                                                  | (1–0, 1–1, 1–0) Rapport | (1–0, 1–1, 1–0) Rapport | Göteborg Publik: 8 953 Domare: Mikael Holm Johan Gossas | Göteborg Publik: 8 953 Domare: Mikael Holm Johan Gossas |
| 19:00 UTC+2 | 19:00 UTC+2     | Jonathan Sigalet (09:39) (PP1) Robin Figren (27:10) Nicklas Lasu (58:56) | Mål                     | (25:59) Ilari Filppula  | Göteborg Publik: 8 953 Domare: Mikael Holm Johan Gossas | Göteborg Publik: 8 953 Domare: Mikael Holm Johan Gossas |
| 19:00 UTC+2 | 19:00 UTC+2     |                                                                          |                         |                         | Göteborg Publik: 8 953 Domare: Mikael Holm Johan Gossas | Göteborg Publik: 8 953 Domare: Mikael Holm Johan Gossas |
| 19:00 UTC+2 | 19:00 UTC+2     |                                                                          |                         |                         | Göteborg Publik: 8 953 Domare: Mikael Holm Johan Gossas | Göteborg Publik: 8 953 Domare: Mikael Holm Johan Gossas |
| 19:00 UTC+2 | 19:00 UTC+2     |                                                                          |                         |                         | Göteborg Publik: 8 953 Domare: Mikael Holm Johan Gossas | Göteborg Publik: 8 953 Domare: Mikael Holm Johan Gossas |
| 19:00 UTC+2 | 19:00 UTC+2     |                                                                          |                         |                         | Göteborg Publik: 8 953 Domare: Mikael Holm Johan Gossas | Göteborg Publik: 8 953 Domare: Mikael Holm Johan Gossas |

| 13          | 27 oktober 2016 | Malmö Redhawks          | 0 – 3                   | Växjö Lakers                                                      | Malmö Arena                                          |                                                      |
| 19:00 UTC+2 | 19:00 UTC+2     | (0–1, 0–2, 0–0) Rapport | (0–1, 0–2, 0–0) Rapport | (0–1, 0–2, 0–0) Rapport                                           | Malmö Publik: 6 529 Domare: Tobias Björk Mikael Holm | Malmö Publik: 6 529 Domare: Tobias Björk Mikael Holm |
| 19:00 UTC+2 | 19:00 UTC+2     |                         | Mål                     | (07:34) Tuomas Kiiskinen (25:10) Robert Rosén (33:55) Geoff Platt | Malmö Publik: 6 529 Domare: Tobias Björk Mikael Holm | Malmö Publik: 6 529 Domare: Tobias Björk Mikael Holm |
| 19:00 UTC+2 | 19:00 UTC+2     |                         |                         |                                                                   | Malmö Publik: 6 529 Domare: Tobias Björk Mikael Holm | Malmö Publik: 6 529 Domare: Tobias Björk Mikael Holm |
| 19:00 UTC+2 | 19:00 UTC+2     |                         |                         |                                                                   | Malmö Publik: 6 529 Domare: Tobias Björk Mikael Holm | Malmö Publik: 6 529 Domare: Tobias Björk Mikael Holm |
| 19:00 UTC+2 | 19:00 UTC+2     |                         |                         |                                                                   | Malmö Publik: 6 529 Domare: Tobias Björk Mikael Holm | Malmö Publik: 6 529 Domare: Tobias Björk Mikael Holm |
| 19:00 UTC+2 | 19:00 UTC+2     |                         |                         |                                                                   | Malmö Publik: 6 529 Domare: Tobias Björk Mikael Holm | Malmö Publik: 6 529 Domare: Tobias Björk Mikael Holm |

| 14          | 29 oktober 2016 | Malmö Redhawks              | 1 – 3                   | Karlskrona HK                                                         | Malmö Arena                                           |                                                       |
| 18:30 UTC+2 | 18:30 UTC+2     | (1–0, 0–0, 0–3) Rapport     | (1–0, 0–0, 0–3) Rapport | (1–0, 0–0, 0–3) Rapport                                               | Malmö Publik: 7 464 Domare: Tobias Björk Linus Öhlund | Malmö Publik: 7 464 Domare: Tobias Björk Linus Öhlund |
| 18:30 UTC+2 | 18:30 UTC+2     | Nichlas Hardt (09:54) (PP1) | Mål                     | (43:59) Mattias Guter (44:33) Marcus Paulsson (50:20) Marcus Paulsson | Malmö Publik: 7 464 Domare: Tobias Björk Linus Öhlund | Malmö Publik: 7 464 Domare: Tobias Björk Linus Öhlund |
| 18:30 UTC+2 | 18:30 UTC+2     |                             |                         |                                                                       | Malmö Publik: 7 464 Domare: Tobias Björk Linus Öhlund | Malmö Publik: 7 464 Domare: Tobias Björk Linus Öhlund |
| 18:30 UTC+2 | 18:30 UTC+2     |                             |                         |                                                                       | Malmö Publik: 7 464 Domare: Tobias Björk Linus Öhlund | Malmö Publik: 7 464 Domare: Tobias Björk Linus Öhlund |
| 18:30 UTC+2 | 18:30 UTC+2     |                             |                         |                                                                       | Malmö Publik: 7 464 Domare: Tobias Björk Linus Öhlund | Malmö Publik: 7 464 Domare: Tobias Björk Linus Öhlund |
| 18:30 UTC+2 | 18:30 UTC+2     |                             |                         |                                                                       | Malmö Publik: 7 464 Domare: Tobias Björk Linus Öhlund | Malmö Publik: 7 464 Domare: Tobias Björk Linus Öhlund |

| 15          | 10 november 2016 | Luleå HF                | 0 – 5                   | Malmö Redhawks | Coop Norrbotten Arena                               |                                                     |
| 19:00 UTC+1 | 19:00 UTC+1      | (0–1, 0–1, 0–3) Rapport | (0–1, 0–1, 0–3) Rapport | (0–1, 0–1, 0–3) Rapport | Luleå Publik: 277 Domare: Marcus Linde Linus Öhlund | Luleå Publik: 277 Domare: Marcus Linde Linus Öhlund |
| 19:00 UTC+1 | 19:00 UTC+1      |                         | Mål                     | (18:50) (PP1) Andreas Thuresson (35:21) Frederik Storm (55:52) (PP1) Fredrik Händemark (57:47) (BP1) Erik Forssell (59:44) Andreas Thuresson | Luleå Publik: 277 Domare: Marcus Linde Linus Öhlund | Luleå Publik: 277 Domare: Marcus Linde Linus Öhlund |
| 19:00 UTC+1 | 19:00 UTC+1      |                         |                         | | Luleå Publik: 277 Domare: Marcus Linde Linus Öhlund | Luleå Publik: 277 Domare: Marcus Linde Linus Öhlund |
| 19:00 UTC+1 | 19:00 UTC+1      |                         |                         | | Luleå Publik: 277 Domare: Marcus Linde Linus Öhlund | Luleå Publik: 277 Domare: Marcus Linde Linus Öhlund |
| 19:00 UTC+1 | 19:00 UTC+1      |                         |                         | | Luleå Publik: 277 Domare: Marcus Linde Linus Öhlund | Luleå Publik: 277 Domare: Marcus Linde Linus Öhlund |
| 19:00 UTC+1 | 19:00 UTC+1      |                         |                         | | Luleå Publik: 277 Domare: Marcus Linde Linus Öhlund | Luleå Publik: 277 Domare: Marcus Linde Linus Öhlund |

| 16          | 12 november 2016 | Färjestad BK                 | 000 1 – 0 (SD)               | Malmö Redhawks               | Löfbergs Arena                                              |                                                             |
| 16:00 UTC+1 | 16:00 UTC+1      | (0–0, 0–0, 0–0, 1–0) Rapport | (0–0, 0–0, 0–0, 1–0) Rapport | (0–0, 0–0, 0–0, 1–0) Rapport | Karlstad Publik: 5 832 Domare: Sören Persson Wolmer Edqvist | Karlstad Publik: 5 832 Domare: Sören Persson Wolmer Edqvist |
| 16:00 UTC+1 | 16:00 UTC+1      | Alexander Johansson (61:59)  | Mål                          |                              | Karlstad Publik: 5 832 Domare: Sören Persson Wolmer Edqvist | Karlstad Publik: 5 832 Domare: Sören Persson Wolmer Edqvist |
| 16:00 UTC+1 | 16:00 UTC+1      |                              |                              |                              | Karlstad Publik: 5 832 Domare: Sören Persson Wolmer Edqvist | Karlstad Publik: 5 832 Domare: Sören Persson Wolmer Edqvist |
| 16:00 UTC+1 | 16:00 UTC+1      |                              |                              |                              | Karlstad Publik: 5 832 Domare: Sören Persson Wolmer Edqvist | Karlstad Publik: 5 832 Domare: Sören Persson Wolmer Edqvist |
| 16:00 UTC+1 | 16:00 UTC+1      |                              |                              |                              | Karlstad Publik: 5 832 Domare: Sören Persson Wolmer Edqvist | Karlstad Publik: 5 832 Domare: Sören Persson Wolmer Edqvist |
| 16:00 UTC+1 | 16:00 UTC+1      |                              |                              |                              | Karlstad Publik: 5 832 Domare: Sören Persson Wolmer Edqvist | Karlstad Publik: 5 832 Domare: Sören Persson Wolmer Edqvist |

| 4           | 14 november 2016 | Malmö Redhawks                                   | 2 – 1                   | Rögle BK                     | Malmö Arena                                             |                                                         |
| 19:00 UTC+1 | 19:00 UTC+1      | (0–0, 0–0, 2–1) Rapport                          | (0–0, 0–0, 2–1) Rapport | (0–0, 0–0, 2–1) Rapport      | Malmö Publik: 10 628 Domare: Pehr Claesson Marcus Linde | Malmö Publik: 10 628 Domare: Pehr Claesson Marcus Linde |
| 19:00 UTC+1 | 19:00 UTC+1      | Johan Ivarsson (50:40) Fredrik Händemark (59:04) | Mål                     | (59:52) (PP1) Patrick Cehlin | Malmö Publik: 10 628 Domare: Pehr Claesson Marcus Linde | Malmö Publik: 10 628 Domare: Pehr Claesson Marcus Linde |
| 19:00 UTC+1 | 19:00 UTC+1      |                                                  |                         |                              | Malmö Publik: 10 628 Domare: Pehr Claesson Marcus Linde | Malmö Publik: 10 628 Domare: Pehr Claesson Marcus Linde |
| 19:00 UTC+1 | 19:00 UTC+1      |                                                  |                         |                              | Malmö Publik: 10 628 Domare: Pehr Claesson Marcus Linde | Malmö Publik: 10 628 Domare: Pehr Claesson Marcus Linde |
| 19:00 UTC+1 | 19:00 UTC+1      |                                                  |                         |                              | Malmö Publik: 10 628 Domare: Pehr Claesson Marcus Linde | Malmö Publik: 10 628 Domare: Pehr Claesson Marcus Linde |
| 19:00 UTC+1 | 19:00 UTC+1      |                                                  |                         |                              | Malmö Publik: 10 628 Domare: Pehr Claesson Marcus Linde | Malmö Publik: 10 628 Domare: Pehr Claesson Marcus Linde |

| 18          | 17 november 2016 | Växjö Lakers                                | 2 – 1                   | Malmö Redhawks          | Vida Arena                                            |                                                       |
| 19:00 UTC+1 | 19:00 UTC+1      | (1–1, 1–0, 0–0) Rapport                     | (1–1, 1–0, 0–0) Rapport | (1–1, 1–0, 0–0) Rapport | Växjö Publik: 4 123 Domare: Tobias Björk Linus Öhlund | Växjö Publik: 4 123 Domare: Tobias Björk Linus Öhlund |
| 19:00 UTC+1 | 19:00 UTC+1      | Dennis Everberg (04:23) Geoff Platt (30:37) | Mål                     | (19:36) Erik Forssell   | Växjö Publik: 4 123 Domare: Tobias Björk Linus Öhlund | Växjö Publik: 4 123 Domare: Tobias Björk Linus Öhlund |
| 19:00 UTC+1 | 19:00 UTC+1      |                                             |                         |                         | Växjö Publik: 4 123 Domare: Tobias Björk Linus Öhlund | Växjö Publik: 4 123 Domare: Tobias Björk Linus Öhlund |
| 19:00 UTC+1 | 19:00 UTC+1      |                                             |                         |                         | Växjö Publik: 4 123 Domare: Tobias Björk Linus Öhlund | Växjö Publik: 4 123 Domare: Tobias Björk Linus Öhlund |
| 19:00 UTC+1 | 19:00 UTC+1      |                                             |                         |                         | Växjö Publik: 4 123 Domare: Tobias Björk Linus Öhlund | Växjö Publik: 4 123 Domare: Tobias Björk Linus Öhlund |
| 19:00 UTC+1 | 19:00 UTC+1      |                                             |                         |                         | Växjö Publik: 4 123 Domare: Tobias Björk Linus Öhlund | Växjö Publik: 4 123 Domare: Tobias Björk Linus Öhlund |

| 19          | 19 november 2016 | Malmö Redhawks                                      | 000 0 – 1 (PS)                    | Djurgårdens IF                                    | Malmö Arena                                            |                                                        |
| 16:00 UTC+1 | 16:00 UTC+1      | (0–0, 0–0, 0–0, 0–0, 0–1) Rapport                   | (0–0, 0–0, 0–0, 0–0, 0–1) Rapport | (0–0, 0–0, 0–0, 0–0, 0–1) Rapport                 | Malmö Publik: 6 786 Domare: Pehr Claesson Daniel Winge | Malmö Publik: 6 786 Domare: Pehr Claesson Daniel Winge |
| 16:00 UTC+1 | 16:00 UTC+1      |                                                     |                                   |                                                   | Malmö Publik: 6 786 Domare: Pehr Claesson Daniel Winge | Malmö Publik: 6 786 Domare: Pehr Claesson Daniel Winge |
| 16:00 UTC+1 | 16:00 UTC+1      |                                                     |                                   |                                                   | Malmö Publik: 6 786 Domare: Pehr Claesson Daniel Winge | Malmö Publik: 6 786 Domare: Pehr Claesson Daniel Winge |
| 16:00 UTC+1 | 16:00 UTC+1      |                                                     |                                   |                                                   | Malmö Publik: 6 786 Domare: Pehr Claesson Daniel Winge | Malmö Publik: 6 786 Domare: Pehr Claesson Daniel Winge |
| 16:00 UTC+1 | 16:00 UTC+1      |                                                     |                                   |                                                   | Malmö Publik: 6 786 Domare: Pehr Claesson Daniel Winge | Malmö Publik: 6 786 Domare: Pehr Claesson Daniel Winge |
| 16:00 UTC+1 | 16:00 UTC+1      | André Benoit · Konstantin Komarek · Rhett Rakhshani |                                   | Linus Johansson · Matt Andersson · Emil Johansson | Malmö Publik: 6 786 Domare: Pehr Claesson Daniel Winge | Malmö Publik: 6 786 Domare: Pehr Claesson Daniel Winge |

| 20          | 22 november 2016 | Frölunda HC                                                                         | 000 2 – 1 (PS)                    | Malmö Redhawks                                                                        | Scandinavium                                              |                                                           |
| 19:00 UTC+1 | 19:00 UTC+1      | (0–0, 0–0, 1–1, 0–0, 1–0) Rapport                                                   | (0–0, 0–0, 1–1, 0–0, 1–0) Rapport | (0–0, 0–0, 1–1, 0–0, 1–0) Rapport                                                     | Göteborg Publik: 9 828 Domare: Pehr Claesson Daniel Winge | Göteborg Publik: 9 828 Domare: Pehr Claesson Daniel Winge |
| 19:00 UTC+1 | 19:00 UTC+1      | Victor Olofsson (58:35) (PP2)                                                       | Mål                               | (59:59) Fredrik Händemark                                                             | Göteborg Publik: 9 828 Domare: Pehr Claesson Daniel Winge | Göteborg Publik: 9 828 Domare: Pehr Claesson Daniel Winge |
| 19:00 UTC+1 | 19:00 UTC+1      |                                                                                     |                                   |                                                                                       | Göteborg Publik: 9 828 Domare: Pehr Claesson Daniel Winge | Göteborg Publik: 9 828 Domare: Pehr Claesson Daniel Winge |
| 19:00 UTC+1 | 19:00 UTC+1      |                                                                                     |                                   |                                                                                       | Göteborg Publik: 9 828 Domare: Pehr Claesson Daniel Winge | Göteborg Publik: 9 828 Domare: Pehr Claesson Daniel Winge |
| 19:00 UTC+1 | 19:00 UTC+1      |                                                                                     |                                   |                                                                                       | Göteborg Publik: 9 828 Domare: Pehr Claesson Daniel Winge | Göteborg Publik: 9 828 Domare: Pehr Claesson Daniel Winge |
| 19:00 UTC+1 | 19:00 UTC+1      | Carl Grundström · Victor Olofsson · Robin Figren · Joni Ikonen · Mats Rosseli Olsen |                                   | André Benoit · Konstantin Komarek · Kim Rosdahl · Konstantin Komarek · Ilari Filppula | Göteborg Publik: 9 828 Domare: Pehr Claesson Daniel Winge | Göteborg Publik: 9 828 Domare: Pehr Claesson Daniel Winge |

| 21          | 24 november 2016 | Malmö Redhawks                                         | 2 – 1                   | Brynäs IF               | Malmö Arena                                              |                                                          |
| 19:00 UTC+1 | 19:00 UTC+1      | (0–0, 0–1, 2–0) Rapport                                | (0–0, 0–1, 2–0) Rapport | (0–0, 0–1, 2–0) Rapport | Malmö Publik: 6 170 Domare: Linus Öhlund Mikael Sjöqvist | Malmö Publik: 6 170 Domare: Linus Öhlund Mikael Sjöqvist |
| 19:00 UTC+1 | 19:00 UTC+1      | Ilari Filppula (56:01) Fredrik Händemark (57:52) (PP1) | Mål                     | (24:01) Oskar Lindblom  | Malmö Publik: 6 170 Domare: Linus Öhlund Mikael Sjöqvist | Malmö Publik: 6 170 Domare: Linus Öhlund Mikael Sjöqvist |
| 19:00 UTC+1 | 19:00 UTC+1      |                                                        |                         |                         | Malmö Publik: 6 170 Domare: Linus Öhlund Mikael Sjöqvist | Malmö Publik: 6 170 Domare: Linus Öhlund Mikael Sjöqvist |
| 19:00 UTC+1 | 19:00 UTC+1      |                                                        |                         |                         | Malmö Publik: 6 170 Domare: Linus Öhlund Mikael Sjöqvist | Malmö Publik: 6 170 Domare: Linus Öhlund Mikael Sjöqvist |
| 19:00 UTC+1 | 19:00 UTC+1      |                                                        |                         |                         | Malmö Publik: 6 170 Domare: Linus Öhlund Mikael Sjöqvist | Malmö Publik: 6 170 Domare: Linus Öhlund Mikael Sjöqvist |
| 19:00 UTC+1 | 19:00 UTC+1      |                                                        |                         |                         | Malmö Publik: 6 170 Domare: Linus Öhlund Mikael Sjöqvist | Malmö Publik: 6 170 Domare: Linus Öhlund Mikael Sjöqvist |

| 22          | 27 november 2016 | Leksands IF                       | 000 1 – 0 (PS)                    | Malmö Redhawks                                         | Tegera Arena                                             |                                                          |
| 16:00 UTC+1 | 16:00 UTC+1      | (0–0, 0–0, 0–0, 0–0, 1–0) Rapport | (0–0, 0–0, 0–0, 0–0, 1–0) Rapport | (0–0, 0–0, 0–0, 0–0, 1–0) Rapport                      | Leksand Publik: 5 226 Domare: Marcus Linde Sören Persson | Leksand Publik: 5 226 Domare: Marcus Linde Sören Persson |
| 16:00 UTC+1 | 16:00 UTC+1      |                                   |                                   |                                                        | Leksand Publik: 5 226 Domare: Marcus Linde Sören Persson | Leksand Publik: 5 226 Domare: Marcus Linde Sören Persson |
| 16:00 UTC+1 | 16:00 UTC+1      |                                   |                                   |                                                        | Leksand Publik: 5 226 Domare: Marcus Linde Sören Persson | Leksand Publik: 5 226 Domare: Marcus Linde Sören Persson |
| 16:00 UTC+1 | 16:00 UTC+1      |                                   |                                   |                                                        | Leksand Publik: 5 226 Domare: Marcus Linde Sören Persson | Leksand Publik: 5 226 Domare: Marcus Linde Sören Persson |
| 16:00 UTC+1 | 16:00 UTC+1      |                                   |                                   |                                                        | Leksand Publik: 5 226 Domare: Marcus Linde Sören Persson | Leksand Publik: 5 226 Domare: Marcus Linde Sören Persson |
| 16:00 UTC+1 | 16:00 UTC+1      | Benjamin Youds · Johan Porsberger |                                   | Erik Forssell · Konstantin Komarek · Fredrik Händemark | Leksand Publik: 5 226 Domare: Marcus Linde Sören Persson | Leksand Publik: 5 226 Domare: Marcus Linde Sören Persson |

| 10          | 29 november 2016 | Malmö Redhawks                                                                                    | 4 – 3                   | HV71                                                                   | Malmö Arena                                          |                                                      |
| 19:25 UTC+1 | 19:25 UTC+1      | (1–1, 1–0, 2–2) Rapport                                                                           | (1–1, 1–0, 2–2) Rapport | (1–1, 1–0, 2–2) Rapport                                                | Malmö Publik: 6 503 Domare: Mikael Holm Marcus Linde | Malmö Publik: 6 503 Domare: Mikael Holm Marcus Linde |
| 19:25 UTC+1 | 19:25 UTC+1      | Lukas Haudum (04:53) Nils Andersson (34:23) Nichlas Hardt (43:59) (PP1) Fredrik Händemark (51:18) | Mål                     | (07:06) (PP1) Kevin Stenlund (54:44) Simon Önerud (59:59) Simon Önerud | Malmö Publik: 6 503 Domare: Mikael Holm Marcus Linde | Malmö Publik: 6 503 Domare: Mikael Holm Marcus Linde |
| 19:25 UTC+1 | 19:25 UTC+1      |                                                                                                   |                         |                                                                        | Malmö Publik: 6 503 Domare: Mikael Holm Marcus Linde | Malmö Publik: 6 503 Domare: Mikael Holm Marcus Linde |
| 19:25 UTC+1 | 19:25 UTC+1      |                                                                                                   |                         |                                                                        | Malmö Publik: 6 503 Domare: Mikael Holm Marcus Linde | Malmö Publik: 6 503 Domare: Mikael Holm Marcus Linde |
| 19:25 UTC+1 | 19:25 UTC+1      |                                                                                                   |                         |                                                                        | Malmö Publik: 6 503 Domare: Mikael Holm Marcus Linde | Malmö Publik: 6 503 Domare: Mikael Holm Marcus Linde |
| 19:25 UTC+1 | 19:25 UTC+1      |                                                                                                   |                         |                                                                        | Malmö Publik: 6 503 Domare: Mikael Holm Marcus Linde | Malmö Publik: 6 503 Domare: Mikael Holm Marcus Linde |

| 24          | 1 december 2016 | Linköpings HC                               | 2 – 0                   | Malmö Redhawks          | Saab Arena                                               |                                                          |
| 19:00 UTC+1 | 19:00 UTC+1     | (0–0, 1–0, 1–0) Rapport                     | (0–0, 1–0, 1–0) Rapport | (0–0, 1–0, 1–0) Rapport | Linköping Publik: 4 586 Domare: Mikael Nord Daniel Winge | Linköping Publik: 4 586 Domare: Mikael Nord Daniel Winge |
| 19:00 UTC+1 | 19:00 UTC+1     | Niklas Fogström (26:18) Little Broc (46:07) | Mål                     |                         | Linköping Publik: 4 586 Domare: Mikael Nord Daniel Winge | Linköping Publik: 4 586 Domare: Mikael Nord Daniel Winge |
| 19:00 UTC+1 | 19:00 UTC+1     |                                             |                         |                         | Linköping Publik: 4 586 Domare: Mikael Nord Daniel Winge | Linköping Publik: 4 586 Domare: Mikael Nord Daniel Winge |
| 19:00 UTC+1 | 19:00 UTC+1     |                                             |                         |                         | Linköping Publik: 4 586 Domare: Mikael Nord Daniel Winge | Linköping Publik: 4 586 Domare: Mikael Nord Daniel Winge |
| 19:00 UTC+1 | 19:00 UTC+1     |                                             |                         |                         | Linköping Publik: 4 586 Domare: Mikael Nord Daniel Winge | Linköping Publik: 4 586 Domare: Mikael Nord Daniel Winge |
| 19:00 UTC+1 | 19:00 UTC+1     |                                             |                         |                         | Linköping Publik: 4 586 Domare: Mikael Nord Daniel Winge | Linköping Publik: 4 586 Domare: Mikael Nord Daniel Winge |

| 23          | 5 december 2016 | Malmö Redhawks                                | 2 – 3                   | Linköpings HC                                                        | Malmö Arena                                            |                                                        |
| 19:00 UTC+1 | 19:00 UTC+1     | (0–0, 1–1, 1–2) Rapport                       | (0–0, 1–1, 1–2) Rapport | (0–0, 1–1, 1–2) Rapport                                              | Malmö Publik: 5 325 Domare: Sören Persson Johan Gossas | Malmö Publik: 5 325 Domare: Sören Persson Johan Gossas |
| 19:00 UTC+1 | 19:00 UTC+1     | Lars Bryggman (24:21) Rhett Rakhshani (54:59) | Mål                     | (30:50) Niklas Fogström (40:30) Eddie Larsson (47:18) Niklas Persson | Malmö Publik: 5 325 Domare: Sören Persson Johan Gossas | Malmö Publik: 5 325 Domare: Sören Persson Johan Gossas |
| 19:00 UTC+1 | 19:00 UTC+1     |                                               |                         |                                                                      | Malmö Publik: 5 325 Domare: Sören Persson Johan Gossas | Malmö Publik: 5 325 Domare: Sören Persson Johan Gossas |
| 19:00 UTC+1 | 19:00 UTC+1     |                                               |                         |                                                                      | Malmö Publik: 5 325 Domare: Sören Persson Johan Gossas | Malmö Publik: 5 325 Domare: Sören Persson Johan Gossas |
| 19:00 UTC+1 | 19:00 UTC+1     |                                               |                         |                                                                      | Malmö Publik: 5 325 Domare: Sören Persson Johan Gossas | Malmö Publik: 5 325 Domare: Sören Persson Johan Gossas |
| 19:00 UTC+1 | 19:00 UTC+1     |                                               |                         |                                                                      | Malmö Publik: 5 325 Domare: Sören Persson Johan Gossas | Malmö Publik: 5 325 Domare: Sören Persson Johan Gossas |

| 25          | 8 december 2016 | Malmö Redhawks                                                                                                 | 4 – 0                   | HV71                    | Malmö Arena                                         |                                                     |
| 19:00 UTC+1 | 19:00 UTC+1     | (1–0, 2–0, 1–0) Rapport                                                                                        | (1–0, 2–0, 1–0) Rapport | (1–0, 2–0, 1–0) Rapport | Malmö Publik: 6 161 Domare: Jozef Kubus Mikael Holm | Malmö Publik: 6 161 Domare: Jozef Kubus Mikael Holm |
| 19:00 UTC+1 | 19:00 UTC+1     | Rhett Rakhshani (16:13) (str.) Ilari Filppula (28:07) (PP1) Robin Álvarez (37:07) Christoffer Forsberg (54:22) | Mål                     |                         | Malmö Publik: 6 161 Domare: Jozef Kubus Mikael Holm | Malmö Publik: 6 161 Domare: Jozef Kubus Mikael Holm |
| 19:00 UTC+1 | 19:00 UTC+1     | |                         |                         | Malmö Publik: 6 161 Domare: Jozef Kubus Mikael Holm | Malmö Publik: 6 161 Domare: Jozef Kubus Mikael Holm |
| 19:00 UTC+1 | 19:00 UTC+1     | |                         |                         | Malmö Publik: 6 161 Domare: Jozef Kubus Mikael Holm | Malmö Publik: 6 161 Domare: Jozef Kubus Mikael Holm |
| 19:00 UTC+1 | 19:00 UTC+1     | |                         |                         | Malmö Publik: 6 161 Domare: Jozef Kubus Mikael Holm | Malmö Publik: 6 161 Domare: Jozef Kubus Mikael Holm |
| 19:00 UTC+1 | 19:00 UTC+1     | |                         |                         | Malmö Publik: 6 161 Domare: Jozef Kubus Mikael Holm | Malmö Publik: 6 161 Domare: Jozef Kubus Mikael Holm |

| 26          | 11 december 2016 | Malmö Redhawks          | 0 – 3                   | Skellefteå AIK                                                     | Malmö Arena                                             |                                                         |
| 16:00 UTC+1 | 16:00 UTC+1      | (0–2, 0–1, 0–0) Rapport | (0–2, 0–1, 0–0) Rapport | (0–2, 0–1, 0–0) Rapport                                            | Malmö Publik: 5 611 Domare: Marcus Linde Aleksi Rantala | Malmö Publik: 5 611 Domare: Marcus Linde Aleksi Rantala |
| 16:00 UTC+1 | 16:00 UTC+1      |                         | Mål                     | (06:35) Jesper Olofsson (09:41) Tim Söderlund (30:26) Sam Marklund | Malmö Publik: 5 611 Domare: Marcus Linde Aleksi Rantala | Malmö Publik: 5 611 Domare: Marcus Linde Aleksi Rantala |
| 16:00 UTC+1 | 16:00 UTC+1      |                         |                         |                                                                    | Malmö Publik: 5 611 Domare: Marcus Linde Aleksi Rantala | Malmö Publik: 5 611 Domare: Marcus Linde Aleksi Rantala |
| 16:00 UTC+1 | 16:00 UTC+1      |                         |                         |                                                                    | Malmö Publik: 5 611 Domare: Marcus Linde Aleksi Rantala | Malmö Publik: 5 611 Domare: Marcus Linde Aleksi Rantala |
| 16:00 UTC+1 | 16:00 UTC+1      |                         |                         |                                                                    | Malmö Publik: 5 611 Domare: Marcus Linde Aleksi Rantala | Malmö Publik: 5 611 Domare: Marcus Linde Aleksi Rantala |
| 16:00 UTC+1 | 16:00 UTC+1      |                         |                         |                                                                    | Malmö Publik: 5 611 Domare: Marcus Linde Aleksi Rantala | Malmö Publik: 5 611 Domare: Marcus Linde Aleksi Rantala |

| 27          | 21 december 2016 | Skellefteå AIK                                                          | 3 – 0                   | Malmö Redhawks          | Skellefteå Kraft Arena                                         |                                                                |
| 19:00 UTC+1 | 19:00 UTC+1      | (1–0, 0–0, 2–0) Rapport                                                 | (1–0, 0–0, 2–0) Rapport | (1–0, 0–0, 2–0) Rapport | Skellefteå Publik: 4 578 Domare: Mikael Andersson Linus Öhlund | Skellefteå Publik: 4 578 Domare: Mikael Andersson Linus Öhlund |
| 19:00 UTC+1 | 19:00 UTC+1      | Oscar Möller (16:22) Linus Lindström (43:44) Oscar Möller (51:38) (PP1) | Mål                     |                         | Skellefteå Publik: 4 578 Domare: Mikael Andersson Linus Öhlund | Skellefteå Publik: 4 578 Domare: Mikael Andersson Linus Öhlund |
| 19:00 UTC+1 | 19:00 UTC+1      |                                                                         |                         |                         | Skellefteå Publik: 4 578 Domare: Mikael Andersson Linus Öhlund | Skellefteå Publik: 4 578 Domare: Mikael Andersson Linus Öhlund |
| 19:00 UTC+1 | 19:00 UTC+1      |                                                                         |                         |                         | Skellefteå Publik: 4 578 Domare: Mikael Andersson Linus Öhlund | Skellefteå Publik: 4 578 Domare: Mikael Andersson Linus Öhlund |
| 19:00 UTC+1 | 19:00 UTC+1      |                                                                         |                         |                         | Skellefteå Publik: 4 578 Domare: Mikael Andersson Linus Öhlund | Skellefteå Publik: 4 578 Domare: Mikael Andersson Linus Öhlund |
| 19:00 UTC+1 | 19:00 UTC+1      |                                                                         |                         |                         | Skellefteå Publik: 4 578 Domare: Mikael Andersson Linus Öhlund | Skellefteå Publik: 4 578 Domare: Mikael Andersson Linus Öhlund |

| 29          | 26 december 2016 | Malmö Redhawks            | 1 – 3                   | Linköpings HC                                                            | Malmö Arena                                                |                                                            |
| 17:00 UTC+1 | 17:00 UTC+1      | (0–1, 1–1, 0–1) Rapport   | (0–1, 1–1, 0–1) Rapport | (0–1, 1–1, 0–1) Rapport                                                  | Malmö Publik: 6 526 Domare: Pehr Claesson Morgan Johansson | Malmö Publik: 6 526 Domare: Pehr Claesson Morgan Johansson |
| 17:00 UTC+1 | 17:00 UTC+1      | Andreas Thuresson (27:30) | Mål                     | (05:40) Vilmos Gallo (22:52) Sebastian Karlsson (58:28) Henrik Törnqvist | Malmö Publik: 6 526 Domare: Pehr Claesson Morgan Johansson | Malmö Publik: 6 526 Domare: Pehr Claesson Morgan Johansson |
| 17:00 UTC+1 | 17:00 UTC+1      |                           |                         |                                                                          | Malmö Publik: 6 526 Domare: Pehr Claesson Morgan Johansson | Malmö Publik: 6 526 Domare: Pehr Claesson Morgan Johansson |
| 17:00 UTC+1 | 17:00 UTC+1      |                           |                         |                                                                          | Malmö Publik: 6 526 Domare: Pehr Claesson Morgan Johansson | Malmö Publik: 6 526 Domare: Pehr Claesson Morgan Johansson |
| 17:00 UTC+1 | 17:00 UTC+1      |                           |                         |                                                                          | Malmö Publik: 6 526 Domare: Pehr Claesson Morgan Johansson | Malmö Publik: 6 526 Domare: Pehr Claesson Morgan Johansson |
| 17:00 UTC+1 | 17:00 UTC+1      |                           |                         |                                                                          | Malmö Publik: 6 526 Domare: Pehr Claesson Morgan Johansson | Malmö Publik: 6 526 Domare: Pehr Claesson Morgan Johansson |

| 30          | 28 december 2016 | HV71 | 5 – 3                   | Malmö Redhawks                                                  | Kinnarps Arena                                            |                                                           |
| 19:00 UTC+1 | 19:00 UTC+1      | (3–2, 1–1, 1–0) Rapport                                                                                              | (3–2, 1–1, 1–0) Rapport | (3–2, 1–1, 1–0) Rapport                                         | Jönköping Publik: 6 925 Domare: Pehr Claesson Mikael Holm | Jönköping Publik: 6 925 Domare: Pehr Claesson Mikael Holm |
| 19:00 UTC+1 | 19:00 UTC+1      | Anton Bengtsson (04:54) Ted Brithén (06:44) Anton Bengtsson (14:25) Mattias Tedenby (27:16) Erik Christensen (50:14) | Mål                     | (03:53) Jens Olsson (15:09) Erik Forsell (31:17) Frederik Storm | Jönköping Publik: 6 925 Domare: Pehr Claesson Mikael Holm | Jönköping Publik: 6 925 Domare: Pehr Claesson Mikael Holm |
| 19:00 UTC+1 | 19:00 UTC+1      | |                         |                                                                 | Jönköping Publik: 6 925 Domare: Pehr Claesson Mikael Holm | Jönköping Publik: 6 925 Domare: Pehr Claesson Mikael Holm |
| 19:00 UTC+1 | 19:00 UTC+1      | |                         |                                                                 | Jönköping Publik: 6 925 Domare: Pehr Claesson Mikael Holm | Jönköping Publik: 6 925 Domare: Pehr Claesson Mikael Holm |
| 19:00 UTC+1 | 19:00 UTC+1      | |                         |                                                                 | Jönköping Publik: 6 925 Domare: Pehr Claesson Mikael Holm | Jönköping Publik: 6 925 Domare: Pehr Claesson Mikael Holm |
| 19:00 UTC+1 | 19:00 UTC+1      | |                         |                                                                 | Jönköping Publik: 6 925 Domare: Pehr Claesson Mikael Holm | Jönköping Publik: 6 925 Domare: Pehr Claesson Mikael Holm |

| 31          | 30 december 2016 | Malmö Redhawks | 6 – 0                   | Örebro HK               | Malmö Arena                                              |                                                          |
| 19:00 UTC+1 | 19:00 UTC+1      | (2–0, 3–0, 1–0) Rapport | (2–0, 3–0, 1–0) Rapport | (2–0, 3–0, 1–0) Rapport | Malmö Publik: 6 092 Domare: Mikael Andersson Mikael Holm | Malmö Publik: 6 092 Domare: Mikael Andersson Mikael Holm |
| 19:00 UTC+1 | 19:00 UTC+1      | Rhett Rakhshani (13:01) (PP1) Konstantin Komarek (15:11) (PP1) Frederik Storm (20:22) (PP1) Erik Forssell (22:16) Erik Forssell (35:26) Andreas Thuresson (44:13) | Mål                     |                         | Malmö Publik: 6 092 Domare: Mikael Andersson Mikael Holm | Malmö Publik: 6 092 Domare: Mikael Andersson Mikael Holm |
| 19:00 UTC+1 | 19:00 UTC+1      | |                         |                         | Malmö Publik: 6 092 Domare: Mikael Andersson Mikael Holm | Malmö Publik: 6 092 Domare: Mikael Andersson Mikael Holm |
| 19:00 UTC+1 | 19:00 UTC+1      | |                         |                         | Malmö Publik: 6 092 Domare: Mikael Andersson Mikael Holm | Malmö Publik: 6 092 Domare: Mikael Andersson Mikael Holm |
| 19:00 UTC+1 | 19:00 UTC+1      | |                         |                         | Malmö Publik: 6 092 Domare: Mikael Andersson Mikael Holm | Malmö Publik: 6 092 Domare: Mikael Andersson Mikael Holm |
| 19:00 UTC+1 | 19:00 UTC+1      | |                         |                         | Malmö Publik: 6 092 Domare: Mikael Andersson Mikael Holm | Malmö Publik: 6 092 Domare: Mikael Andersson Mikael Holm |

| 32          | 6 januari 2017 | Malmö Redhawks                                                               | 3 – 1                   | Leksands IF             | Malmö Arena                                              |                                                          |
| 16:00 UTC+1 | 16:00 UTC+1    | (2–0, 1–1, 0–0) Rapport                                                      | (2–0, 1–1, 0–0) Rapport | (2–0, 1–1, 0–0) Rapport | Malmö Publik: 8 028 Domare: Pehr Claesson Aleksi Rantala | Malmö Publik: 8 028 Domare: Pehr Claesson Aleksi Rantala |
| 16:00 UTC+1 | 16:00 UTC+1    | Fredrik Händemark (06:51) Nils Andersson (14:32) (PP2) Erik Forssell (20:35) | Mål                     | (21:09) Jesper Ollas    | Malmö Publik: 8 028 Domare: Pehr Claesson Aleksi Rantala | Malmö Publik: 8 028 Domare: Pehr Claesson Aleksi Rantala |
| 16:00 UTC+1 | 16:00 UTC+1    |                                                                              |                         |                         | Malmö Publik: 8 028 Domare: Pehr Claesson Aleksi Rantala | Malmö Publik: 8 028 Domare: Pehr Claesson Aleksi Rantala |
| 16:00 UTC+1 | 16:00 UTC+1    |                                                                              |                         |                         | Malmö Publik: 8 028 Domare: Pehr Claesson Aleksi Rantala | Malmö Publik: 8 028 Domare: Pehr Claesson Aleksi Rantala |
| 16:00 UTC+1 | 16:00 UTC+1    |                                                                              |                         |                         | Malmö Publik: 8 028 Domare: Pehr Claesson Aleksi Rantala | Malmö Publik: 8 028 Domare: Pehr Claesson Aleksi Rantala |
| 16:00 UTC+1 | 16:00 UTC+1    |                                                                              |                         |                         | Malmö Publik: 8 028 Domare: Pehr Claesson Aleksi Rantala | Malmö Publik: 8 028 Domare: Pehr Claesson Aleksi Rantala |

| 33          | 7 januari 2017 | Leksands IF                                                                                          | 4 – 3                   | Malmö Redhawks                                                       | Tegera Arena                                           |                                                        |
| 18:30 UTC+1 | 18:30 UTC+1    | (1–1, 2–0, 1–2) Rapport                                                                              | (1–1, 2–0, 1–2) Rapport | (1–1, 2–0, 1–2) Rapport                                              | Leksand Publik: 6 131 Domare: Mikael Nord Linus Öhlund | Leksand Publik: 6 131 Domare: Mikael Nord Linus Öhlund |
| 18:30 UTC+1 | 18:30 UTC+1    | Tobias Forsberg (19:51) Joseph Piskula (35:20) Benjamin Youds (39:48) (PP2) Johan Porsberger (52:48) | Mål                     | (03:52) Rhett Rakhshani (45:47) Ilari Filppula (46:55) Erik Forssell | Leksand Publik: 6 131 Domare: Mikael Nord Linus Öhlund | Leksand Publik: 6 131 Domare: Mikael Nord Linus Öhlund |
| 18:30 UTC+1 | 18:30 UTC+1    | |                         |                                                                      | Leksand Publik: 6 131 Domare: Mikael Nord Linus Öhlund | Leksand Publik: 6 131 Domare: Mikael Nord Linus Öhlund |
| 18:30 UTC+1 | 18:30 UTC+1    | |                         |                                                                      | Leksand Publik: 6 131 Domare: Mikael Nord Linus Öhlund | Leksand Publik: 6 131 Domare: Mikael Nord Linus Öhlund |
| 18:30 UTC+1 | 18:30 UTC+1    | |                         |                                                                      | Leksand Publik: 6 131 Domare: Mikael Nord Linus Öhlund | Leksand Publik: 6 131 Domare: Mikael Nord Linus Öhlund |
| 18:30 UTC+1 | 18:30 UTC+1    | |                         |                                                                      | Leksand Publik: 6 131 Domare: Mikael Nord Linus Öhlund | Leksand Publik: 6 131 Domare: Mikael Nord Linus Öhlund |

| 34          | 12 januari 2017 | Malmö Redhawks                                      | 2 – 3                   | Färjestad BK                                                       | Malmö Arena                                            |                                                        |
| 19:00 UTC+1 | 19:00 UTC+1     | (2–1, 0–0, 0–2) Rapport                             | (2–1, 0–0, 0–2) Rapport | (2–1, 0–0, 0–2) Rapport                                            | Malmö Publik: 6 120 Domare: Tobias Björk Sören Persson | Malmö Publik: 6 120 Domare: Tobias Björk Sören Persson |
| 19:00 UTC+1 | 19:00 UTC+1     | Robin Álvarez (07:22) Rhett Rakhshani (18:05) (PP1) | Mål                     | (05:49) Anton Grundel (53:42) Johan Ryno (58:25) (PP1) Jonas Holös | Malmö Publik: 6 120 Domare: Tobias Björk Sören Persson | Malmö Publik: 6 120 Domare: Tobias Björk Sören Persson |
| 19:00 UTC+1 | 19:00 UTC+1     |                                                     |                         |                                                                    | Malmö Publik: 6 120 Domare: Tobias Björk Sören Persson | Malmö Publik: 6 120 Domare: Tobias Björk Sören Persson |
| 19:00 UTC+1 | 19:00 UTC+1     |                                                     |                         |                                                                    | Malmö Publik: 6 120 Domare: Tobias Björk Sören Persson | Malmö Publik: 6 120 Domare: Tobias Björk Sören Persson |
| 19:00 UTC+1 | 19:00 UTC+1     |                                                     |                         |                                                                    | Malmö Publik: 6 120 Domare: Tobias Björk Sören Persson | Malmö Publik: 6 120 Domare: Tobias Björk Sören Persson |
| 19:00 UTC+1 | 19:00 UTC+1     |                                                     |                         |                                                                    | Malmö Publik: 6 120 Domare: Tobias Björk Sören Persson | Malmö Publik: 6 120 Domare: Tobias Björk Sören Persson |

| 35          | 14 januari 2017 | Malmö Redhawks               | 000 1 – 2 (SD)               | Luleå HF                                    | Malmö Arena                                                |                                                            |
| 16:00 UTC+1 | 16:00 UTC+1     | (1–0, 0–1, 0–0, 0–1) Rapport | (1–0, 0–1, 0–0, 0–1) Rapport | (1–0, 0–1, 0–0, 0–1) Rapport                | Malmö Publik: 10 612 Domare: Morgan Johansson Johan Gossas | Malmö Publik: 10 612 Domare: Morgan Johansson Johan Gossas |
| 16:00 UTC+1 | 16:00 UTC+1     | Robin Álvarez (06:27) (PP1)  | Mål                          | (38:40) Isac Lundeström (61:06) Bill Sweatt | Malmö Publik: 10 612 Domare: Morgan Johansson Johan Gossas | Malmö Publik: 10 612 Domare: Morgan Johansson Johan Gossas |
| 16:00 UTC+1 | 16:00 UTC+1     |                              |                              |                                             | Malmö Publik: 10 612 Domare: Morgan Johansson Johan Gossas | Malmö Publik: 10 612 Domare: Morgan Johansson Johan Gossas |
| 16:00 UTC+1 | 16:00 UTC+1     |                              |                              |                                             | Malmö Publik: 10 612 Domare: Morgan Johansson Johan Gossas | Malmö Publik: 10 612 Domare: Morgan Johansson Johan Gossas |
| 16:00 UTC+1 | 16:00 UTC+1     |                              |                              |                                             | Malmö Publik: 10 612 Domare: Morgan Johansson Johan Gossas | Malmö Publik: 10 612 Domare: Morgan Johansson Johan Gossas |
| 16:00 UTC+1 | 16:00 UTC+1     |                              |                              |                                             | Malmö Publik: 10 612 Domare: Morgan Johansson Johan Gossas | Malmö Publik: 10 612 Domare: Morgan Johansson Johan Gossas |

| 36          | 19 januari 2017 | Rögle BK                        | 000 1 – 2 (SD)               | Malmö Redhawks                                   | Lindab Arena                                                |                                                             |
| 19:00 UTC+1 | 19:00 UTC+1     | (0–1, 1–0, 0–0, 0–1) Rapport    | (0–1, 1–0, 0–0, 0–1) Rapport | (0–1, 1–0, 0–0, 0–1) Rapport                     | Ängelholm Publik: 5 024 Domare: Mikael Nord Mikael Sjöqvist | Ängelholm Publik: 5 024 Domare: Mikael Nord Mikael Sjöqvist |
| 19:00 UTC+1 | 19:00 UTC+1     | Timothy Liljegren (21:31) (PP1) | Mål                          | (11:31) Konstantin Komarek (63:39) Lars Bryggman | Ängelholm Publik: 5 024 Domare: Mikael Nord Mikael Sjöqvist | Ängelholm Publik: 5 024 Domare: Mikael Nord Mikael Sjöqvist |
| 19:00 UTC+1 | 19:00 UTC+1     |                                 |                              |                                                  | Ängelholm Publik: 5 024 Domare: Mikael Nord Mikael Sjöqvist | Ängelholm Publik: 5 024 Domare: Mikael Nord Mikael Sjöqvist |
| 19:00 UTC+1 | 19:00 UTC+1     |                                 |                              |                                                  | Ängelholm Publik: 5 024 Domare: Mikael Nord Mikael Sjöqvist | Ängelholm Publik: 5 024 Domare: Mikael Nord Mikael Sjöqvist |
| 19:00 UTC+1 | 19:00 UTC+1     |                                 |                              |                                                  | Ängelholm Publik: 5 024 Domare: Mikael Nord Mikael Sjöqvist | Ängelholm Publik: 5 024 Domare: Mikael Nord Mikael Sjöqvist |
| 19:00 UTC+1 | 19:00 UTC+1     |                                 |                              |                                                  | Ängelholm Publik: 5 024 Domare: Mikael Nord Mikael Sjöqvist | Ängelholm Publik: 5 024 Domare: Mikael Nord Mikael Sjöqvist |

| 38          | 26 januari 2017 | Karlskrona HK           | 0 – 2                   | Malmö Redhawks                                                  | ABB Arena Karlskrona                                           |                                                                |
| 19:00 UTC+1 | 19:00 UTC+1     | (0–1, 0–1, 0–0) Rapport | (0–1, 0–1, 0–0) Rapport | (0–1, 0–1, 0–0) Rapport                                         | Karlskrona Publik: 3 803 Domare: Morgan Johansson Marcus Linde | Karlskrona Publik: 3 803 Domare: Morgan Johansson Marcus Linde |
| 19:00 UTC+1 | 19:00 UTC+1     |                         | Mål                     | (19:40) (PP1) Andreas Thuresson (39:04) (PP1) Fredrik Händemark | Karlskrona Publik: 3 803 Domare: Morgan Johansson Marcus Linde | Karlskrona Publik: 3 803 Domare: Morgan Johansson Marcus Linde |
| 19:00 UTC+1 | 19:00 UTC+1     |                         |                         |                                                                 | Karlskrona Publik: 3 803 Domare: Morgan Johansson Marcus Linde | Karlskrona Publik: 3 803 Domare: Morgan Johansson Marcus Linde |
| 19:00 UTC+1 | 19:00 UTC+1     |                         |                         |                                                                 | Karlskrona Publik: 3 803 Domare: Morgan Johansson Marcus Linde | Karlskrona Publik: 3 803 Domare: Morgan Johansson Marcus Linde |
| 19:00 UTC+1 | 19:00 UTC+1     |                         |                         |                                                                 | Karlskrona Publik: 3 803 Domare: Morgan Johansson Marcus Linde | Karlskrona Publik: 3 803 Domare: Morgan Johansson Marcus Linde |
| 19:00 UTC+1 | 19:00 UTC+1     |                         |                         |                                                                 | Karlskrona Publik: 3 803 Domare: Morgan Johansson Marcus Linde | Karlskrona Publik: 3 803 Domare: Morgan Johansson Marcus Linde |

| 39          | 28 januari 2017 | Brynäs IF                                 | 2 – 4                   | Malmö Redhawks                                                                                               | Gavlerinken Arena                                     |                                                       |
| 18:30 UTC+1 | 18:30 UTC+1     | (0–2, 0–0, 2–2) Rapport                   | (0–2, 0–0, 2–2) Rapport | (0–2, 0–0, 2–2) Rapport                                                                                      | Gävle Publik: 5 336 Domare: Pehr Claesson Mikael Nord | Gävle Publik: 5 336 Domare: Pehr Claesson Mikael Nord |
| 18:30 UTC+1 | 18:30 UTC+1     | Linus Ölund (41:59) Samuel Asklöf (48:30) | Mål                     | (06:06) Carl-Johan Lerby (11:02) Christoffer Forsberg (40:09) Fredrik Händemark (58:44) Christoffer Forsberg | Gävle Publik: 5 336 Domare: Pehr Claesson Mikael Nord | Gävle Publik: 5 336 Domare: Pehr Claesson Mikael Nord |
| 18:30 UTC+1 | 18:30 UTC+1     |                                           |                         | | Gävle Publik: 5 336 Domare: Pehr Claesson Mikael Nord | Gävle Publik: 5 336 Domare: Pehr Claesson Mikael Nord |
| 18:30 UTC+1 | 18:30 UTC+1     |                                           |                         | | Gävle Publik: 5 336 Domare: Pehr Claesson Mikael Nord | Gävle Publik: 5 336 Domare: Pehr Claesson Mikael Nord |
| 18:30 UTC+1 | 18:30 UTC+1     |                                           |                         | | Gävle Publik: 5 336 Domare: Pehr Claesson Mikael Nord | Gävle Publik: 5 336 Domare: Pehr Claesson Mikael Nord |
| 18:30 UTC+1 | 18:30 UTC+1     |                                           |                         | | Gävle Publik: 5 336 Domare: Pehr Claesson Mikael Nord | Gävle Publik: 5 336 Domare: Pehr Claesson Mikael Nord |

| 40          | 31 januari 2017 | Malmö Redhawks | 5 – 1                   | Luleå HF                | Malmö Arena                                             |                                                         |
| 19:00 UTC+1 | 19:00 UTC+1     | (0–1, 2–0, 3–0) Rapport                                                                                                 | (0–1, 2–0, 3–0) Rapport | (0–1, 2–0, 3–0) Rapport | Malmö Publik: 763 Domare: Morgan Johansson Marcus Linde | Malmö Publik: 763 Domare: Morgan Johansson Marcus Linde |
| 19:00 UTC+1 | 19:00 UTC+1     | Konstantin Komarek (20:15) Robin Álvarez (36:12) Fredrik Händemark (41:48) Ilari Filppula (49:30) Nichlas Hardt (58:50) | Mål                     | (05:08) Johan Harju     | Malmö Publik: 763 Domare: Morgan Johansson Marcus Linde | Malmö Publik: 763 Domare: Morgan Johansson Marcus Linde |
| 19:00 UTC+1 | 19:00 UTC+1     | |                         |                         | Malmö Publik: 763 Domare: Morgan Johansson Marcus Linde | Malmö Publik: 763 Domare: Morgan Johansson Marcus Linde |
| 19:00 UTC+1 | 19:00 UTC+1     | |                         |                         | Malmö Publik: 763 Domare: Morgan Johansson Marcus Linde | Malmö Publik: 763 Domare: Morgan Johansson Marcus Linde |
| 19:00 UTC+1 | 19:00 UTC+1     | |                         |                         | Malmö Publik: 763 Domare: Morgan Johansson Marcus Linde | Malmö Publik: 763 Domare: Morgan Johansson Marcus Linde |
| 19:00 UTC+1 | 19:00 UTC+1     | |                         |                         | Malmö Publik: 763 Domare: Morgan Johansson Marcus Linde | Malmö Publik: 763 Domare: Morgan Johansson Marcus Linde |

| 41          | 3 februari 2017 | Skellefteå AIK          | 0 – 4                   | Malmö Redhawks                                                                                     | Skellefteå Kraft Arena                                    |                                                           |
| 19:00 UTC+1 | 19:00 UTC+1     | (0–1, 0–1, 0–2) Rapport | (0–1, 0–1, 0–2) Rapport | (0–1, 0–1, 0–2) Rapport                                                                            | Skellefteå Publik: 4 768 Domare: Mikael Holm Marcus Linde | Skellefteå Publik: 4 768 Domare: Mikael Holm Marcus Linde |
| 19:00 UTC+1 | 19:00 UTC+1     |                         | Mål                     | (09:38) Nils Andersson (32:26) (PP1) Rhett Rakhshani (55:55) Frederik Storm (56:37) Frederik Storm | Skellefteå Publik: 4 768 Domare: Mikael Holm Marcus Linde | Skellefteå Publik: 4 768 Domare: Mikael Holm Marcus Linde |
| 19:00 UTC+1 | 19:00 UTC+1     |                         |                         | | Skellefteå Publik: 4 768 Domare: Mikael Holm Marcus Linde | Skellefteå Publik: 4 768 Domare: Mikael Holm Marcus Linde |
| 19:00 UTC+1 | 19:00 UTC+1     |                         |                         | | Skellefteå Publik: 4 768 Domare: Mikael Holm Marcus Linde | Skellefteå Publik: 4 768 Domare: Mikael Holm Marcus Linde |
| 19:00 UTC+1 | 19:00 UTC+1     |                         |                         | | Skellefteå Publik: 4 768 Domare: Mikael Holm Marcus Linde | Skellefteå Publik: 4 768 Domare: Mikael Holm Marcus Linde |
| 19:00 UTC+1 | 19:00 UTC+1     |                         |                         | | Skellefteå Publik: 4 768 Domare: Mikael Holm Marcus Linde | Skellefteå Publik: 4 768 Domare: Mikael Holm Marcus Linde |

| 42          | 4 februari 2017 | Malmö Redhawks          | 1 – 4                   | Skellefteå AIK                                                                               | Malmö Arena                                               |                                                           |
| 18:30 UTC+1 | 18:30 UTC+1     | (1–2, 0–1, 0–1) Rapport | (1–2, 0–1, 0–1) Rapport | (1–2, 0–1, 0–1) Rapport                                                                      | Malmö Publik: 6 374 Domare: Sören Persson Mikael Sjöqvist | Malmö Publik: 6 374 Domare: Sören Persson Mikael Sjöqvist |
| 18:30 UTC+1 | 18:30 UTC+1     | Rhett Rakhshani (05:40) | Mål                     | (05:04) Pär Lindholm (18:52) (PP1) Pär Lindholm (37:22) Pär Lindholm (57:48) Adam Pettersson | Malmö Publik: 6 374 Domare: Sören Persson Mikael Sjöqvist | Malmö Publik: 6 374 Domare: Sören Persson Mikael Sjöqvist |
| 18:30 UTC+1 | 18:30 UTC+1     |                         |                         |                                                                                              | Malmö Publik: 6 374 Domare: Sören Persson Mikael Sjöqvist | Malmö Publik: 6 374 Domare: Sören Persson Mikael Sjöqvist |
| 18:30 UTC+1 | 18:30 UTC+1     |                         |                         |                                                                                              | Malmö Publik: 6 374 Domare: Sören Persson Mikael Sjöqvist | Malmö Publik: 6 374 Domare: Sören Persson Mikael Sjöqvist |
| 18:30 UTC+1 | 18:30 UTC+1     |                         |                         |                                                                                              | Malmö Publik: 6 374 Domare: Sören Persson Mikael Sjöqvist | Malmö Publik: 6 374 Domare: Sören Persson Mikael Sjöqvist |
| 18:30 UTC+1 | 18:30 UTC+1     |                         |                         |                                                                                              | Malmö Publik: 6 374 Domare: Sören Persson Mikael Sjöqvist | Malmö Publik: 6 374 Domare: Sören Persson Mikael Sjöqvist |

| 43          | 14 februari 2017 | Malmö Redhawks                                     | 2 – 3                   | Frölunda HC                                                     | Malmö Arena                                           |                                                       |
| 19:00 UTC+1 | 19:00 UTC+1      | (0–0, 2–1, 0–2) Rapport                            | (0–0, 2–1, 0–2) Rapport | (0–0, 2–1, 0–2) Rapport                                         | Malmö Publik: 6 218 Domare: Tobias Björk Marcus Linde | Malmö Publik: 6 218 Domare: Tobias Björk Marcus Linde |
| 19:00 UTC+1 | 19:00 UTC+1      | Nils Andersson (26:11) (PP1) Lars Bryggman (33:37) | Mål                     | (23:17) Joel Lundqvist (54:20) John Nyberg (57:53) Robin Figren | Malmö Publik: 6 218 Domare: Tobias Björk Marcus Linde | Malmö Publik: 6 218 Domare: Tobias Björk Marcus Linde |
| 19:00 UTC+1 | 19:00 UTC+1      |                                                    |                         |                                                                 | Malmö Publik: 6 218 Domare: Tobias Björk Marcus Linde | Malmö Publik: 6 218 Domare: Tobias Björk Marcus Linde |
| 19:00 UTC+1 | 19:00 UTC+1      |                                                    |                         |                                                                 | Malmö Publik: 6 218 Domare: Tobias Björk Marcus Linde | Malmö Publik: 6 218 Domare: Tobias Björk Marcus Linde |
| 19:00 UTC+1 | 19:00 UTC+1      |                                                    |                         |                                                                 | Malmö Publik: 6 218 Domare: Tobias Björk Marcus Linde | Malmö Publik: 6 218 Domare: Tobias Björk Marcus Linde |
| 19:00 UTC+1 | 19:00 UTC+1      |                                                    |                         |                                                                 | Malmö Publik: 6 218 Domare: Tobias Björk Marcus Linde | Malmö Publik: 6 218 Domare: Tobias Björk Marcus Linde |

| 44          | 16 februari 2017 | HV71                                                                     | 3 – 6                   | Malmö Redhawks | Kinnarps Arena                                           |                                                          |
| 19:00 UTC+1 | 19:00 UTC+1      | (2–1, 0–2, 1–3) Rapport                                                  | (2–1, 0–2, 1–3) Rapport | (2–1, 0–2, 1–3) Rapport | Jönköping Publik: 6 179 Domare: Mikael Holm Linus Öhlund | Jönköping Publik: 6 179 Domare: Mikael Holm Linus Öhlund |
| 19:00 UTC+1 | 19:00 UTC+1      | Pär Arlbrandt (01:52) Mattias Tedenby (14:08) Kristofer Berglund (44:12) | Mål                     | (08:34) (BP1) Erik Forssell (30:56) Rhett Rakhshani (37:14) (PP1) Ilari Filppula (52:34) Noah Welch (57:25) (PP1) Robin Álvarez (58:18) Robin Álvarez | Jönköping Publik: 6 179 Domare: Mikael Holm Linus Öhlund | Jönköping Publik: 6 179 Domare: Mikael Holm Linus Öhlund |
| 19:00 UTC+1 | 19:00 UTC+1      |                                                                          |                         | | Jönköping Publik: 6 179 Domare: Mikael Holm Linus Öhlund | Jönköping Publik: 6 179 Domare: Mikael Holm Linus Öhlund |
| 19:00 UTC+1 | 19:00 UTC+1      |                                                                          |                         | | Jönköping Publik: 6 179 Domare: Mikael Holm Linus Öhlund | Jönköping Publik: 6 179 Domare: Mikael Holm Linus Öhlund |
| 19:00 UTC+1 | 19:00 UTC+1      |                                                                          |                         | | Jönköping Publik: 6 179 Domare: Mikael Holm Linus Öhlund | Jönköping Publik: 6 179 Domare: Mikael Holm Linus Öhlund |
| 19:00 UTC+1 | 19:00 UTC+1      |                                                                          |                         | | Jönköping Publik: 6 179 Domare: Mikael Holm Linus Öhlund | Jönköping Publik: 6 179 Domare: Mikael Holm Linus Öhlund |

| 45          | 18 februari 2017 | Malmö Redhawks                                | 2 – 3                   | Brynäs IF                                                                       | Malmö Arena                                           |                                                       |
| 16:00 UTC+1 | 16:00 UTC+1      | (0–0, 2–3, 0–0) Rapport                       | (0–0, 2–3, 0–0) Rapport | (0–0, 2–3, 0–0) Rapport                                                         | Malmö Publik: 6 905 Domare: Tobias Björk Daniel Winge | Malmö Publik: 6 905 Domare: Tobias Björk Daniel Winge |
| 16:00 UTC+1 | 16:00 UTC+1      | Carl-Johan Lerby (27:27) Lukas Haudum (30:25) | Mål                     | (23:52) (PP1) Jonathan Granström (29:23) Linus Ölund (30:44) (str.) Kevin Clark | Malmö Publik: 6 905 Domare: Tobias Björk Daniel Winge | Malmö Publik: 6 905 Domare: Tobias Björk Daniel Winge |
| 16:00 UTC+1 | 16:00 UTC+1      |                                               |                         |                                                                                 | Malmö Publik: 6 905 Domare: Tobias Björk Daniel Winge | Malmö Publik: 6 905 Domare: Tobias Björk Daniel Winge |
| 16:00 UTC+1 | 16:00 UTC+1      |                                               |                         |                                                                                 | Malmö Publik: 6 905 Domare: Tobias Björk Daniel Winge | Malmö Publik: 6 905 Domare: Tobias Björk Daniel Winge |
| 16:00 UTC+1 | 16:00 UTC+1      |                                               |                         |                                                                                 | Malmö Publik: 6 905 Domare: Tobias Björk Daniel Winge | Malmö Publik: 6 905 Domare: Tobias Björk Daniel Winge |
| 16:00 UTC+1 | 16:00 UTC+1      |                                               |                         |                                                                                 | Malmö Publik: 6 905 Domare: Tobias Björk Daniel Winge | Malmö Publik: 6 905 Domare: Tobias Björk Daniel Winge |

| 46          | 21 februari 2017 | Karlskrona HK           | 1 – 3                   | Malmö Redhawks                                                               | ABB Arena Karlskrona                                      |                                                           |
| 19:00 UTC+1 | 19:00 UTC+1      | (1–1, 0–1, 0–1) Rapport | (1–1, 0–1, 0–1) Rapport | (1–1, 0–1, 0–1) Rapport                                                      | Karlskrona Publik: 3 683 Domare: Mikael Holm Marcus Linde | Karlskrona Publik: 3 683 Domare: Mikael Holm Marcus Linde |
| 19:00 UTC+1 | 19:00 UTC+1      | Filip Cruseman (05:41)  | Mål                     | (02:25) Nicklas Jadeland (38:05) (PP1) Frederik Storm (44:15) Ilari Filppula | Karlskrona Publik: 3 683 Domare: Mikael Holm Marcus Linde | Karlskrona Publik: 3 683 Domare: Mikael Holm Marcus Linde |
| 19:00 UTC+1 | 19:00 UTC+1      |                         |                         |                                                                              | Karlskrona Publik: 3 683 Domare: Mikael Holm Marcus Linde | Karlskrona Publik: 3 683 Domare: Mikael Holm Marcus Linde |
| 19:00 UTC+1 | 19:00 UTC+1      |                         |                         |                                                                              | Karlskrona Publik: 3 683 Domare: Mikael Holm Marcus Linde | Karlskrona Publik: 3 683 Domare: Mikael Holm Marcus Linde |
| 19:00 UTC+1 | 19:00 UTC+1      |                         |                         |                                                                              | Karlskrona Publik: 3 683 Domare: Mikael Holm Marcus Linde | Karlskrona Publik: 3 683 Domare: Mikael Holm Marcus Linde |
| 19:00 UTC+1 | 19:00 UTC+1      |                         |                         |                                                                              | Karlskrona Publik: 3 683 Domare: Mikael Holm Marcus Linde | Karlskrona Publik: 3 683 Domare: Mikael Holm Marcus Linde |

| 47          | 23 februari 2017 | Malmö Redhawks                                                                      | 000 4 – 3 (PS)                    | Växjö Lakers                                                         | Malmö Arena                                          |                                                      |
| 19:00 UTC+1 | 19:00 UTC+1      | (2–0, 0–0, 1–3, 0–0, 1–0) Rapport                                                   | (2–0, 0–0, 1–3, 0–0, 1–0) Rapport | (2–0, 0–0, 1–3, 0–0, 1–0) Rapport                                    | Malmö Publik: 6 043 Domare: Mikael Nord Daniel Winge | Malmö Publik: 6 043 Domare: Mikael Nord Daniel Winge |
| 19:00 UTC+1 | 19:00 UTC+1      | Rhett Rakhshani (04:24) (PP1) Lars Bryggman (17:04) Fredrik Händemark (53:56) (PP1) | Mål                               | (51:18) Robert Rosén (51:33) Eric Martinsson (59:51) Dennis Everberg | Malmö Publik: 6 043 Domare: Mikael Nord Daniel Winge | Malmö Publik: 6 043 Domare: Mikael Nord Daniel Winge |
| 19:00 UTC+1 | 19:00 UTC+1      |                                                                                     |                                   |                                                                      | Malmö Publik: 6 043 Domare: Mikael Nord Daniel Winge | Malmö Publik: 6 043 Domare: Mikael Nord Daniel Winge |
| 19:00 UTC+1 | 19:00 UTC+1      |                                                                                     |                                   |                                                                      | Malmö Publik: 6 043 Domare: Mikael Nord Daniel Winge | Malmö Publik: 6 043 Domare: Mikael Nord Daniel Winge |
| 19:00 UTC+1 | 19:00 UTC+1      |                                                                                     |                                   |                                                                      | Malmö Publik: 6 043 Domare: Mikael Nord Daniel Winge | Malmö Publik: 6 043 Domare: Mikael Nord Daniel Winge |
| 19:00 UTC+1 | 19:00 UTC+1      | Rhett Rakhshani · André Benoit                                                      |                                   | Emil Pettersson · Olli Palola                                        | Malmö Publik: 6 043 Domare: Mikael Nord Daniel Winge | Malmö Publik: 6 043 Domare: Mikael Nord Daniel Winge |

| 17          | 25 februari 2017 | Malmö Redhawks                                                                                        | 4 – 0                   | Rögle BK                | Malmö Arena                                             |                                                         |
| 16:00 UTC+1 | 16:00 UTC+1      | (0–0, 2–0, 2–0) Rapport                                                                               | (0–0, 2–0, 2–0) Rapport | (0–0, 2–0, 2–0) Rapport | Malmö Publik: 9 303 Domare: Marcus Linde Aleksi Rantala | Malmö Publik: 9 303 Domare: Marcus Linde Aleksi Rantala |
| 16:00 UTC+1 | 16:00 UTC+1      | Andreas Thuresson (27:23) (PP1) André Benoit (35:29) Robin Álvarez (46:22) Lukas Haudum (48:48) (PP1) | Mål                     |                         | Malmö Publik: 9 303 Domare: Marcus Linde Aleksi Rantala | Malmö Publik: 9 303 Domare: Marcus Linde Aleksi Rantala |
| 16:00 UTC+1 | 16:00 UTC+1      | |                         |                         | Malmö Publik: 9 303 Domare: Marcus Linde Aleksi Rantala | Malmö Publik: 9 303 Domare: Marcus Linde Aleksi Rantala |
| 16:00 UTC+1 | 16:00 UTC+1      | |                         |                         | Malmö Publik: 9 303 Domare: Marcus Linde Aleksi Rantala | Malmö Publik: 9 303 Domare: Marcus Linde Aleksi Rantala |
| 16:00 UTC+1 | 16:00 UTC+1      | |                         |                         | Malmö Publik: 9 303 Domare: Marcus Linde Aleksi Rantala | Malmö Publik: 9 303 Domare: Marcus Linde Aleksi Rantala |
| 16:00 UTC+1 | 16:00 UTC+1      | |                         |                         | Malmö Publik: 9 303 Domare: Marcus Linde Aleksi Rantala | Malmö Publik: 9 303 Domare: Marcus Linde Aleksi Rantala |

| 49          | 1 mars 2017 | Örebro HK                                     | 2 – 1                   | Malmö Redhawks                | Behrn Arena                                           |                                                       |
| 19:00 UTC+1 | 19:00 UTC+1 | (0–0, 1–1, 1–0) Rapport                       | (0–0, 1–1, 1–0) Rapport | (0–0, 1–1, 1–0) Rapport       | Örebro Publik: 5 062 Domare: Mikael Holm Marcus Linde | Örebro Publik: 5 062 Domare: Mikael Holm Marcus Linde |
| 19:00 UTC+1 | 19:00 UTC+1 | Greg Squires (39:40) Martin Johansson (58:13) | Mål                     | (33:03) (PP2) Rhett Rakhshani | Örebro Publik: 5 062 Domare: Mikael Holm Marcus Linde | Örebro Publik: 5 062 Domare: Mikael Holm Marcus Linde |
| 19:00 UTC+1 | 19:00 UTC+1 |                                               |                         |                               | Örebro Publik: 5 062 Domare: Mikael Holm Marcus Linde | Örebro Publik: 5 062 Domare: Mikael Holm Marcus Linde |
| 19:00 UTC+1 | 19:00 UTC+1 |                                               |                         |                               | Örebro Publik: 5 062 Domare: Mikael Holm Marcus Linde | Örebro Publik: 5 062 Domare: Mikael Holm Marcus Linde |
| 19:00 UTC+1 | 19:00 UTC+1 |                                               |                         |                               | Örebro Publik: 5 062 Domare: Mikael Holm Marcus Linde | Örebro Publik: 5 062 Domare: Mikael Holm Marcus Linde |
| 19:00 UTC+1 | 19:00 UTC+1 |                                               |                         |                               | Örebro Publik: 5 062 Domare: Mikael Holm Marcus Linde | Örebro Publik: 5 062 Domare: Mikael Holm Marcus Linde |

| 50          | 3 mars 2017 | Malmö Redhawks                              | 000 2 – 3 (SD)               | Djurgårdens IF                                                                | Malmö Arena                                            |                                                        |
| 19:00 UTC+1 | 19:00 UTC+1 | (0–0, 0–1, 2–1, 0–1) Rapport                | (0–0, 0–1, 2–1, 0–1) Rapport | (0–0, 0–1, 2–1, 0–1) Rapport                                                  | Malmö Publik: 6 239 Domare: Mikael Nord Patrik Sjöberg | Malmö Publik: 6 239 Domare: Mikael Nord Patrik Sjöberg |
| 19:00 UTC+1 | 19:00 UTC+1 | Frederik Storm (40:25) André Benoit (47:38) | Mål                          | (25:45) (PP2) Linus Hultström (41:18) Niclas Bergfors (60:40) Marcus Högström | Malmö Publik: 6 239 Domare: Mikael Nord Patrik Sjöberg | Malmö Publik: 6 239 Domare: Mikael Nord Patrik Sjöberg |
| 19:00 UTC+1 | 19:00 UTC+1 |                                             |                              |                                                                               | Malmö Publik: 6 239 Domare: Mikael Nord Patrik Sjöberg | Malmö Publik: 6 239 Domare: Mikael Nord Patrik Sjöberg |
| 19:00 UTC+1 | 19:00 UTC+1 |                                             |                              |                                                                               | Malmö Publik: 6 239 Domare: Mikael Nord Patrik Sjöberg | Malmö Publik: 6 239 Domare: Mikael Nord Patrik Sjöberg |
| 19:00 UTC+1 | 19:00 UTC+1 |                                             |                              |                                                                               | Malmö Publik: 6 239 Domare: Mikael Nord Patrik Sjöberg | Malmö Publik: 6 239 Domare: Mikael Nord Patrik Sjöberg |
| 19:00 UTC+1 | 19:00 UTC+1 |                                             |                              |                                                                               | Malmö Publik: 6 239 Domare: Mikael Nord Patrik Sjöberg | Malmö Publik: 6 239 Domare: Mikael Nord Patrik Sjöberg |

| 51          | 4 mars 2017 | Djurgårdens IF                                                                                  | 4 – 0                   | Malmö Redhawks          | Hovet                                                        |                                                              |
| 18:30 UTC+1 | 18:30 UTC+1 | (1–0, 1–0, 2–0) Rapport                                                                         | (1–0, 1–0, 2–0) Rapport | (1–0, 1–0, 2–0) Rapport | Stockholm Publik: 7 371 Domare: Linus Öhlund Mikael Sjöqvist | Stockholm Publik: 7 371 Domare: Linus Öhlund Mikael Sjöqvist |
| 18:30 UTC+1 | 18:30 UTC+1 | Matt Anderson (12:37) Calle Ridderwall (34:34) Markus Ljungh (41:40) (PP1) Mikael Ahlén (56:07) | Mål                     |                         | Stockholm Publik: 7 371 Domare: Linus Öhlund Mikael Sjöqvist | Stockholm Publik: 7 371 Domare: Linus Öhlund Mikael Sjöqvist |
| 18:30 UTC+1 | 18:30 UTC+1 |                                                                                                 |                         |                         | Stockholm Publik: 7 371 Domare: Linus Öhlund Mikael Sjöqvist | Stockholm Publik: 7 371 Domare: Linus Öhlund Mikael Sjöqvist |
| 18:30 UTC+1 | 18:30 UTC+1 |                                                                                                 |                         |                         | Stockholm Publik: 7 371 Domare: Linus Öhlund Mikael Sjöqvist | Stockholm Publik: 7 371 Domare: Linus Öhlund Mikael Sjöqvist |
| 18:30 UTC+1 | 18:30 UTC+1 |                                                                                                 |                         |                         | Stockholm Publik: 7 371 Domare: Linus Öhlund Mikael Sjöqvist | Stockholm Publik: 7 371 Domare: Linus Öhlund Mikael Sjöqvist |
| 18:30 UTC+1 | 18:30 UTC+1 |                                                                                                 |                         |                         | Stockholm Publik: 7 371 Domare: Linus Öhlund Mikael Sjöqvist | Stockholm Publik: 7 371 Domare: Linus Öhlund Mikael Sjöqvist |

| 52          | 7 mars 2017 | Malmö Redhawks                                     | 2 – 5                   | Färjestad BK | Malmö Arena                                          |                                                      |
| 19:00 UTC+1 | 19:00 UTC+1 | (0–1, 2–1, 0–3) Rapport                            | (0–1, 2–1, 0–3) Rapport | (0–1, 2–1, 0–3) Rapport                                                                                                  | Malmö Publik: 5 940 Domare: Mikael Holm Marcus Linde | Malmö Publik: 5 940 Domare: Mikael Holm Marcus Linde |
| 19:00 UTC+1 | 19:00 UTC+1 | Ilari Filppula (21:21) Robin Álvarez (38:02) (PP1) | Mål                     | (18:14) (PP1) Milan Gulas (35:34) Joel Eriksson Ek (42:24) Alexander Johansson (54:21) Johan Ryno (59:44) Rasmus Asplund | Malmö Publik: 5 940 Domare: Mikael Holm Marcus Linde | Malmö Publik: 5 940 Domare: Mikael Holm Marcus Linde |
| 19:00 UTC+1 | 19:00 UTC+1 |                                                    |                         | | Malmö Publik: 5 940 Domare: Mikael Holm Marcus Linde | Malmö Publik: 5 940 Domare: Mikael Holm Marcus Linde |
| 19:00 UTC+1 | 19:00 UTC+1 |                                                    |                         | | Malmö Publik: 5 940 Domare: Mikael Holm Marcus Linde | Malmö Publik: 5 940 Domare: Mikael Holm Marcus Linde |
| 19:00 UTC+1 | 19:00 UTC+1 |                                                    |                         | | Malmö Publik: 5 940 Domare: Mikael Holm Marcus Linde | Malmö Publik: 5 940 Domare: Mikael Holm Marcus Linde |
| 19:00 UTC+1 | 19:00 UTC+1 |                                                    |                         | | Malmö Publik: 5 940 Domare: Mikael Holm Marcus Linde | Malmö Publik: 5 940 Domare: Mikael Holm Marcus Linde |

| 28          | 9 mars 2017 | Växjö Lakers                                                                             | 4 – 5                   | Malmö Redhawks | Vida Arena                                               |                                                          |
| 19:00 UTC+1 | 19:00 UTC+1 | (1–2, 2–2, 1–1) Rapport                                                                  | (1–2, 2–2, 1–1) Rapport | (1–2, 2–2, 1–1) Rapport                                                                                               | Växjö Publik: 4 582 Domare: Mikael Sjöqvist Daniel Winge | Växjö Publik: 4 582 Domare: Mikael Sjöqvist Daniel Winge |
| 19:00 UTC+1 | 19:00 UTC+1 | Pontus Netterberg (07:09) Erik Josefsson (35:50) Olli Palola (39:06) Olli Palola (48:24) | Mål                     | (00:37) Nichlas Hardt (16:06) Fredrik Händemark (37:24) Erik Forssell (38:38) Lars Bryggman (44:03) Andreas Thuresson | Växjö Publik: 4 582 Domare: Mikael Sjöqvist Daniel Winge | Växjö Publik: 4 582 Domare: Mikael Sjöqvist Daniel Winge |
| 19:00 UTC+1 | 19:00 UTC+1 |                                                                                          |                         | | Växjö Publik: 4 582 Domare: Mikael Sjöqvist Daniel Winge | Växjö Publik: 4 582 Domare: Mikael Sjöqvist Daniel Winge |
| 19:00 UTC+1 | 19:00 UTC+1 |                                                                                          |                         | | Växjö Publik: 4 582 Domare: Mikael Sjöqvist Daniel Winge | Växjö Publik: 4 582 Domare: Mikael Sjöqvist Daniel Winge |
| 19:00 UTC+1 | 19:00 UTC+1 |                                                                                          |                         | | Växjö Publik: 4 582 Domare: Mikael Sjöqvist Daniel Winge | Växjö Publik: 4 582 Domare: Mikael Sjöqvist Daniel Winge |
| 19:00 UTC+1 | 19:00 UTC+1 |                                                                                          |                         | | Växjö Publik: 4 582 Domare: Mikael Sjöqvist Daniel Winge | Växjö Publik: 4 582 Domare: Mikael Sjöqvist Daniel Winge |

#### Slutspel

##### Åttondelsfinal
| 1.3         | 11 mars 2017 | Malmö Redhawks | 6 – 1                   | Luleå HF                | Malmö Arena | |
| 18:00 UTC+1 | 18:00 UTC+1  | (3–1, 2–0, 1–0) Rapport | (3–1, 2–0, 1–0) Rapport | (3–1, 2–0, 1–0) Rapport | Malmö Publik: 5 510 Domare: Huvuddomare Morgan Johansson Sören Persson Linjedomare Henrik Pihlblad Alexander Waldejer | Malmö Publik: 5 510 Domare: Huvuddomare Morgan Johansson Sören Persson Linjedomare Henrik Pihlblad Alexander Waldejer |
| 18:00 UTC+1 | 18:00 UTC+1  | Rhett Rakhshani (03:36) Mathias Tjärnqvist (10:42) Frederik Storm (13:28) Nichlas Hardt (24:00) Andreas Thuresson (30:36) Rhett Rakhshani (52:59) (PP1) | Mål                     | (08:50) Jacob Lagacé    | Malmö Publik: 5 510 Domare: Huvuddomare Morgan Johansson Sören Persson Linjedomare Henrik Pihlblad Alexander Waldejer | Malmö Publik: 5 510 Domare: Huvuddomare Morgan Johansson Sören Persson Linjedomare Henrik Pihlblad Alexander Waldejer |
| 18:00 UTC+1 | 18:00 UTC+1  | |                         |                         | Malmö Publik: 5 510 Domare: Huvuddomare Morgan Johansson Sören Persson Linjedomare Henrik Pihlblad Alexander Waldejer | Malmö Publik: 5 510 Domare: Huvuddomare Morgan Johansson Sören Persson Linjedomare Henrik Pihlblad Alexander Waldejer |
| 18:00 UTC+1 | 18:00 UTC+1  | |                         |                         | Malmö Publik: 5 510 Domare: Huvuddomare Morgan Johansson Sören Persson Linjedomare Henrik Pihlblad Alexander Waldejer | Malmö Publik: 5 510 Domare: Huvuddomare Morgan Johansson Sören Persson Linjedomare Henrik Pihlblad Alexander Waldejer |
| 18:00 UTC+1 | 18:00 UTC+1  | |                         |                         | Malmö Publik: 5 510 Domare: Huvuddomare Morgan Johansson Sören Persson Linjedomare Henrik Pihlblad Alexander Waldejer | Malmö Publik: 5 510 Domare: Huvuddomare Morgan Johansson Sören Persson Linjedomare Henrik Pihlblad Alexander Waldejer |
| 18:00 UTC+1 | 18:00 UTC+1  | |                         |                         | Malmö Publik: 5 510 Domare: Huvuddomare Morgan Johansson Sören Persson Linjedomare Henrik Pihlblad Alexander Waldejer | Malmö Publik: 5 510 Domare: Huvuddomare Morgan Johansson Sören Persson Linjedomare Henrik Pihlblad Alexander Waldejer |

| 2.3         | 13 mars 2017 | Luleå HF                                                                                             | 4 – 5                   | Malmö Redhawks | Coop Norrbotten Arena                                                                                           | |
| 19:00 UTC+1 | 19:00 UTC+1  | (2–2, 1–1, 1–2) Rapport                                                                              | (2–2, 1–1, 1–2) Rapport | (2–2, 1–1, 1–2) Rapport                                                                                                | Luleå Publik: 4 459 Domare: Huvuddomare Mikael Sjöqvist Wolmer Edqvist Linjedomare Johannes Käck Emil Yletyinen | Luleå Publik: 4 459 Domare: Huvuddomare Mikael Sjöqvist Wolmer Edqvist Linjedomare Johannes Käck Emil Yletyinen |
| 19:00 UTC+1 | 19:00 UTC+1  | Craig Schira (11:51) Petter Emanuelsson (15:56) (PP1) Petter Emanuelsson (21:06) Bill Sweatt (53:09) | Mål                     | (07:53) Jens Olsson (10:04) Nichlas Hardt (28:41) Nils Andersson (46:03) (BP1) Fredrik Händemark (59:23) Robin Álvarez | Luleå Publik: 4 459 Domare: Huvuddomare Mikael Sjöqvist Wolmer Edqvist Linjedomare Johannes Käck Emil Yletyinen | Luleå Publik: 4 459 Domare: Huvuddomare Mikael Sjöqvist Wolmer Edqvist Linjedomare Johannes Käck Emil Yletyinen |
| 19:00 UTC+1 | 19:00 UTC+1  | |                         | | Luleå Publik: 4 459 Domare: Huvuddomare Mikael Sjöqvist Wolmer Edqvist Linjedomare Johannes Käck Emil Yletyinen | Luleå Publik: 4 459 Domare: Huvuddomare Mikael Sjöqvist Wolmer Edqvist Linjedomare Johannes Käck Emil Yletyinen |
| 19:00 UTC+1 | 19:00 UTC+1  | |                         | | Luleå Publik: 4 459 Domare: Huvuddomare Mikael Sjöqvist Wolmer Edqvist Linjedomare Johannes Käck Emil Yletyinen | Luleå Publik: 4 459 Domare: Huvuddomare Mikael Sjöqvist Wolmer Edqvist Linjedomare Johannes Käck Emil Yletyinen |
| 19:00 UTC+1 | 19:00 UTC+1  | |                         | | Luleå Publik: 4 459 Domare: Huvuddomare Mikael Sjöqvist Wolmer Edqvist Linjedomare Johannes Käck Emil Yletyinen | Luleå Publik: 4 459 Domare: Huvuddomare Mikael Sjöqvist Wolmer Edqvist Linjedomare Johannes Käck Emil Yletyinen |
| 19:00 UTC+1 | 19:00 UTC+1  | |                         | | Luleå Publik: 4 459 Domare: Huvuddomare Mikael Sjöqvist Wolmer Edqvist Linjedomare Johannes Käck Emil Yletyinen | Luleå Publik: 4 459 Domare: Huvuddomare Mikael Sjöqvist Wolmer Edqvist Linjedomare Johannes Käck Emil Yletyinen |

##### Kvartsfinal
| 1.7         | 17 mars 2017 | Växjö Lakers                   | 000 1 – 2 (SD)               | Malmö Redhawks                                    | Vida Arena | |
| 19:00 UTC+1 | 19:00 UTC+1  | (0–0, 0–1, 1–0, 0–1) Rapport   | (0–0, 0–1, 1–0, 0–1) Rapport | (0–0, 0–1, 1–0, 0–1) Rapport                      | Växjö Publik: 5 027 Domare: Huvuddomare Linus Öhlund Daniel Winge Linjedomare Henrik Pihlblad Alexander Waldejer | Växjö Publik: 5 027 Domare: Huvuddomare Linus Öhlund Daniel Winge Linjedomare Henrik Pihlblad Alexander Waldejer |
| 19:00 UTC+1 | 19:00 UTC+1  | Tuomas Kiiskinen (59:50) (PP1) | Mål                          | (29:16) Robin Álvarez (76:51) (PP1) Nichlas Hardt | Växjö Publik: 5 027 Domare: Huvuddomare Linus Öhlund Daniel Winge Linjedomare Henrik Pihlblad Alexander Waldejer | Växjö Publik: 5 027 Domare: Huvuddomare Linus Öhlund Daniel Winge Linjedomare Henrik Pihlblad Alexander Waldejer |
| 19:00 UTC+1 | 19:00 UTC+1  |                                |                              |                                                   | Växjö Publik: 5 027 Domare: Huvuddomare Linus Öhlund Daniel Winge Linjedomare Henrik Pihlblad Alexander Waldejer | Växjö Publik: 5 027 Domare: Huvuddomare Linus Öhlund Daniel Winge Linjedomare Henrik Pihlblad Alexander Waldejer |
| 19:00 UTC+1 | 19:00 UTC+1  |                                |                              |                                                   | Växjö Publik: 5 027 Domare: Huvuddomare Linus Öhlund Daniel Winge Linjedomare Henrik Pihlblad Alexander Waldejer | Växjö Publik: 5 027 Domare: Huvuddomare Linus Öhlund Daniel Winge Linjedomare Henrik Pihlblad Alexander Waldejer |
| 19:00 UTC+1 | 19:00 UTC+1  |                                |                              |                                                   | Växjö Publik: 5 027 Domare: Huvuddomare Linus Öhlund Daniel Winge Linjedomare Henrik Pihlblad Alexander Waldejer | Växjö Publik: 5 027 Domare: Huvuddomare Linus Öhlund Daniel Winge Linjedomare Henrik Pihlblad Alexander Waldejer |
| 19:00 UTC+1 | 19:00 UTC+1  |                                |                              |                                                   | Växjö Publik: 5 027 Domare: Huvuddomare Linus Öhlund Daniel Winge Linjedomare Henrik Pihlblad Alexander Waldejer | Växjö Publik: 5 027 Domare: Huvuddomare Linus Öhlund Daniel Winge Linjedomare Henrik Pihlblad Alexander Waldejer |

| 2.7         | 19 mars 2017 | Malmö Redhawks                                          | 000 2 – 3 (SD)               | Växjö Lakers                                                                 | Malmö Arena | |
| 16:00 UTC+1 | 16:00 UTC+1  | (1–0, 1–2, 0–0, 0–1) Rapport                            | (1–0, 1–2, 0–0, 0–1) Rapport | (1–0, 1–2, 0–0, 0–1) Rapport                                                 | Malmö Publik: 9 243 Domare: Huvuddomare Tobias Björk Daniel Winge Linjedomare Ludvig Lundgren Alexander Waldejer | Malmö Publik: 9 243 Domare: Huvuddomare Tobias Björk Daniel Winge Linjedomare Ludvig Lundgren Alexander Waldejer |
| 16:00 UTC+1 | 16:00 UTC+1  | Rhett Rakhshani (09:39) Andreas Thuresson (25:21) (PP1) | Mål                          | (28:54) Emil Pettersson (38:59) Erik Josefsson (62:17) (PP1) Emil Pettersson | Malmö Publik: 9 243 Domare: Huvuddomare Tobias Björk Daniel Winge Linjedomare Ludvig Lundgren Alexander Waldejer | Malmö Publik: 9 243 Domare: Huvuddomare Tobias Björk Daniel Winge Linjedomare Ludvig Lundgren Alexander Waldejer |
| 16:00 UTC+1 | 16:00 UTC+1  |                                                         |                              |                                                                              | Malmö Publik: 9 243 Domare: Huvuddomare Tobias Björk Daniel Winge Linjedomare Ludvig Lundgren Alexander Waldejer | Malmö Publik: 9 243 Domare: Huvuddomare Tobias Björk Daniel Winge Linjedomare Ludvig Lundgren Alexander Waldejer |
| 16:00 UTC+1 | 16:00 UTC+1  |                                                         |                              |                                                                              | Malmö Publik: 9 243 Domare: Huvuddomare Tobias Björk Daniel Winge Linjedomare Ludvig Lundgren Alexander Waldejer | Malmö Publik: 9 243 Domare: Huvuddomare Tobias Björk Daniel Winge Linjedomare Ludvig Lundgren Alexander Waldejer |
| 16:00 UTC+1 | 16:00 UTC+1  |                                                         |                              |                                                                              | Malmö Publik: 9 243 Domare: Huvuddomare Tobias Björk Daniel Winge Linjedomare Ludvig Lundgren Alexander Waldejer | Malmö Publik: 9 243 Domare: Huvuddomare Tobias Björk Daniel Winge Linjedomare Ludvig Lundgren Alexander Waldejer |
| 16:00 UTC+1 | 16:00 UTC+1  |                                                         |                              |                                                                              | Malmö Publik: 9 243 Domare: Huvuddomare Tobias Björk Daniel Winge Linjedomare Ludvig Lundgren Alexander Waldejer | Malmö Publik: 9 243 Domare: Huvuddomare Tobias Björk Daniel Winge Linjedomare Ludvig Lundgren Alexander Waldejer |

| 3.7         | 21 mars 2017 | Växjö Lakers                                                     | 3 – 4                   | Malmö Redhawks                                                                                                 | Vida Arena                                                                                                 | |
| 19:00 UTC+1 | 19:00 UTC+1  | (0–1, 1–2, 2–1) Rapport                                          | (0–1, 1–2, 2–1) Rapport | (0–1, 1–2, 2–1) Rapport                                                                                        | Växjö Publik: 0 Domare: Huvuddomare Tobias Björk Linus Öhlund Linjedomare Emil Wernström Andreas Malmqvist | Växjö Publik: 0 Domare: Huvuddomare Tobias Björk Linus Öhlund Linjedomare Emil Wernström Andreas Malmqvist |
| 19:00 UTC+1 | 19:00 UTC+1  | Linus Fröberg (21:35) Josh Hennessy (41:34) Robert Rosén (59:32) | Mål                     | (18:51) Frederik Storm (25:31) (PP2) Ilari Filppula (39:32) Christoffer Forsberg (49:11) (PP1) Rhett Rakhshani | Växjö Publik: 0 Domare: Huvuddomare Tobias Björk Linus Öhlund Linjedomare Emil Wernström Andreas Malmqvist | Växjö Publik: 0 Domare: Huvuddomare Tobias Björk Linus Öhlund Linjedomare Emil Wernström Andreas Malmqvist |
| 19:00 UTC+1 | 19:00 UTC+1  |                                                                  |                         | | Växjö Publik: 0 Domare: Huvuddomare Tobias Björk Linus Öhlund Linjedomare Emil Wernström Andreas Malmqvist | Växjö Publik: 0 Domare: Huvuddomare Tobias Björk Linus Öhlund Linjedomare Emil Wernström Andreas Malmqvist |
| 19:00 UTC+1 | 19:00 UTC+1  |                                                                  |                         | | Växjö Publik: 0 Domare: Huvuddomare Tobias Björk Linus Öhlund Linjedomare Emil Wernström Andreas Malmqvist | Växjö Publik: 0 Domare: Huvuddomare Tobias Björk Linus Öhlund Linjedomare Emil Wernström Andreas Malmqvist |
| 19:00 UTC+1 | 19:00 UTC+1  |                                                                  |                         | | Växjö Publik: 0 Domare: Huvuddomare Tobias Björk Linus Öhlund Linjedomare Emil Wernström Andreas Malmqvist | Växjö Publik: 0 Domare: Huvuddomare Tobias Björk Linus Öhlund Linjedomare Emil Wernström Andreas Malmqvist |
| 19:00 UTC+1 | 19:00 UTC+1  |                                                                  |                         | | Växjö Publik: 0 Domare: Huvuddomare Tobias Björk Linus Öhlund Linjedomare Emil Wernström Andreas Malmqvist | Växjö Publik: 0 Domare: Huvuddomare Tobias Björk Linus Öhlund Linjedomare Emil Wernström Andreas Malmqvist |

| 4.7         | 23 mars 2017 | Malmö Redhawks                                                                                          | 000 4 – 3 (SD)               | Växjö Lakers                                                          | Malmö Arena | |
| 19:00 UTC+1 | 19:00 UTC+1  | (0–2, 0–1, 3–0, 1–0) Rapport                                                                            | (0–2, 0–1, 3–0, 1–0) Rapport | (0–2, 0–1, 3–0, 1–0) Rapport                                          | Malmö Publik: 9 209 Domare: Huvuddomare Linus Öhlund Daniel Winge Linjedomare Tobias Haster Alexander Waldejer | Malmö Publik: 9 209 Domare: Huvuddomare Linus Öhlund Daniel Winge Linjedomare Tobias Haster Alexander Waldejer |
| 19:00 UTC+1 | 19:00 UTC+1  | Frederik Storm (40:27) (PP1) Mathias Tjärnqvist (41:48) Robin Álvarez (43:51) Andreas Thuresson (68:44) | Mål                          | (16:48) Robert Rosén (17:33) Emil Pettersson (28:54) Tuomas Kiiskinen | Malmö Publik: 9 209 Domare: Huvuddomare Linus Öhlund Daniel Winge Linjedomare Tobias Haster Alexander Waldejer | Malmö Publik: 9 209 Domare: Huvuddomare Linus Öhlund Daniel Winge Linjedomare Tobias Haster Alexander Waldejer |
| 19:00 UTC+1 | 19:00 UTC+1  | |                              |                                                                       | Malmö Publik: 9 209 Domare: Huvuddomare Linus Öhlund Daniel Winge Linjedomare Tobias Haster Alexander Waldejer | Malmö Publik: 9 209 Domare: Huvuddomare Linus Öhlund Daniel Winge Linjedomare Tobias Haster Alexander Waldejer |
| 19:00 UTC+1 | 19:00 UTC+1  | |                              |                                                                       | Malmö Publik: 9 209 Domare: Huvuddomare Linus Öhlund Daniel Winge Linjedomare Tobias Haster Alexander Waldejer | Malmö Publik: 9 209 Domare: Huvuddomare Linus Öhlund Daniel Winge Linjedomare Tobias Haster Alexander Waldejer |
| 19:00 UTC+1 | 19:00 UTC+1  | |                              |                                                                       | Malmö Publik: 9 209 Domare: Huvuddomare Linus Öhlund Daniel Winge Linjedomare Tobias Haster Alexander Waldejer | Malmö Publik: 9 209 Domare: Huvuddomare Linus Öhlund Daniel Winge Linjedomare Tobias Haster Alexander Waldejer |
| 19:00 UTC+1 | 19:00 UTC+1  | |                              |                                                                       | Malmö Publik: 9 209 Domare: Huvuddomare Linus Öhlund Daniel Winge Linjedomare Tobias Haster Alexander Waldejer | Malmö Publik: 9 209 Domare: Huvuddomare Linus Öhlund Daniel Winge Linjedomare Tobias Haster Alexander Waldejer |

| 5.7         | 25 mars 2017 | Växjö Lakers                                           | 2 – 0                   | Malmö Redhawks          | Vida Arena | |
| 15:15 UTC+1 | 15:15 UTC+1  | (0–0, 2–0, 0–0) Rapport                                | (0–0, 2–0, 0–0) Rapport | (0–0, 2–0, 0–0) Rapport | Växjö Publik: 414 Domare: Huvuddomare Tobias Björk Linus Öhlund Linjedomare Ludvig Lundgren Alexander Waldejer | Växjö Publik: 414 Domare: Huvuddomare Tobias Björk Linus Öhlund Linjedomare Ludvig Lundgren Alexander Waldejer |
| 15:15 UTC+1 | 15:15 UTC+1  | Emil Pettersson (21:13) Tuomas Kiiskinen (36:17) (PP1) | Mål                     |                         | Växjö Publik: 414 Domare: Huvuddomare Tobias Björk Linus Öhlund Linjedomare Ludvig Lundgren Alexander Waldejer | Växjö Publik: 414 Domare: Huvuddomare Tobias Björk Linus Öhlund Linjedomare Ludvig Lundgren Alexander Waldejer |
| 15:15 UTC+1 | 15:15 UTC+1  |                                                        |                         |                         | Växjö Publik: 414 Domare: Huvuddomare Tobias Björk Linus Öhlund Linjedomare Ludvig Lundgren Alexander Waldejer | Växjö Publik: 414 Domare: Huvuddomare Tobias Björk Linus Öhlund Linjedomare Ludvig Lundgren Alexander Waldejer |
| 15:15 UTC+1 | 15:15 UTC+1  |                                                        |                         |                         | Växjö Publik: 414 Domare: Huvuddomare Tobias Björk Linus Öhlund Linjedomare Ludvig Lundgren Alexander Waldejer | Växjö Publik: 414 Domare: Huvuddomare Tobias Björk Linus Öhlund Linjedomare Ludvig Lundgren Alexander Waldejer |
| 15:15 UTC+1 | 15:15 UTC+1  |                                                        |                         |                         | Växjö Publik: 414 Domare: Huvuddomare Tobias Björk Linus Öhlund Linjedomare Ludvig Lundgren Alexander Waldejer | Växjö Publik: 414 Domare: Huvuddomare Tobias Björk Linus Öhlund Linjedomare Ludvig Lundgren Alexander Waldejer |
| 15:15 UTC+1 | 15:15 UTC+1  |                                                        |                         |                         | Växjö Publik: 414 Domare: Huvuddomare Tobias Björk Linus Öhlund Linjedomare Ludvig Lundgren Alexander Waldejer | Växjö Publik: 414 Domare: Huvuddomare Tobias Björk Linus Öhlund Linjedomare Ludvig Lundgren Alexander Waldejer |

| 6.7         | 27 mars 2017 | Malmö Redhawks                             | 2 – 1                   | Växjö Lakers              | Malmö Arena                                                                                                   | |
| 19:00 UTC+2 | 19:00 UTC+2  | (1–0, 0–1, 1–0) Rapport                    | (1–0, 0–1, 1–0) Rapport | (1–0, 0–1, 1–0) Rapport   | Malmö Publik: 9 966 Domare: Huvuddomare Tobias Björk Linus Öhlund Linjedomare Ludvig Lundgren Henrik Pihlblad | Malmö Publik: 9 966 Domare: Huvuddomare Tobias Björk Linus Öhlund Linjedomare Ludvig Lundgren Henrik Pihlblad |
| 19:00 UTC+2 | 19:00 UTC+2  | Noah Welch (16:34) Rhett Rakhshani (48:49) | Mål                     | (30:31) (PP1) Olli Palola | Malmö Publik: 9 966 Domare: Huvuddomare Tobias Björk Linus Öhlund Linjedomare Ludvig Lundgren Henrik Pihlblad | Malmö Publik: 9 966 Domare: Huvuddomare Tobias Björk Linus Öhlund Linjedomare Ludvig Lundgren Henrik Pihlblad |
| 19:00 UTC+2 | 19:00 UTC+2  |                                            |                         |                           | Malmö Publik: 9 966 Domare: Huvuddomare Tobias Björk Linus Öhlund Linjedomare Ludvig Lundgren Henrik Pihlblad | Malmö Publik: 9 966 Domare: Huvuddomare Tobias Björk Linus Öhlund Linjedomare Ludvig Lundgren Henrik Pihlblad |
| 19:00 UTC+2 | 19:00 UTC+2  |                                            |                         |                           | Malmö Publik: 9 966 Domare: Huvuddomare Tobias Björk Linus Öhlund Linjedomare Ludvig Lundgren Henrik Pihlblad | Malmö Publik: 9 966 Domare: Huvuddomare Tobias Björk Linus Öhlund Linjedomare Ludvig Lundgren Henrik Pihlblad |
| 19:00 UTC+2 | 19:00 UTC+2  |                                            |                         |                           | Malmö Publik: 9 966 Domare: Huvuddomare Tobias Björk Linus Öhlund Linjedomare Ludvig Lundgren Henrik Pihlblad | Malmö Publik: 9 966 Domare: Huvuddomare Tobias Björk Linus Öhlund Linjedomare Ludvig Lundgren Henrik Pihlblad |
| 19:00 UTC+2 | 19:00 UTC+2  |                                            |                         |                           | Malmö Publik: 9 966 Domare: Huvuddomare Tobias Björk Linus Öhlund Linjedomare Ludvig Lundgren Henrik Pihlblad | Malmö Publik: 9 966 Domare: Huvuddomare Tobias Björk Linus Öhlund Linjedomare Ludvig Lundgren Henrik Pihlblad |

##### Semifinal
| 1.7         | 1 april 2017 | HV71 | – | Malmö Redhawks | Kinnarps Arena |           |
| 15:15 UTC+2 | 15:15 UTC+2  |      |   |                | Jönköping      | Jönköping |
| 15:15 UTC+2 | 15:15 UTC+2  |      |   |                | Jönköping      | Jönköping |
| 15:15 UTC+2 | 15:15 UTC+2  |      |   |                | Jönköping      | Jönköping |
| 15:15 UTC+2 | 15:15 UTC+2  |      |   |                | Jönköping      | Jönköping |
| 15:15 UTC+2 | 15:15 UTC+2  |      |   |                | Jönköping      | Jönköping |
| 15:15 UTC+2 | 15:15 UTC+2  |      |   |                | Jönköping      | Jönköping |

| 2.7         | 3 april 2017 | Malmö Redhawks | – | HV71 | Malmö Arena |       |
| 19:15 UTC+2 | 19:15 UTC+2  |                |   |      | Malmö       | Malmö |
| 19:15 UTC+2 | 19:15 UTC+2  |                |   |      | Malmö       | Malmö |
| 19:15 UTC+2 | 19:15 UTC+2  |                |   |      | Malmö       | Malmö |
| 19:15 UTC+2 | 19:15 UTC+2  |                |   |      | Malmö       | Malmö |
| 19:15 UTC+2 | 19:15 UTC+2  |                |   |      | Malmö       | Malmö |
| 19:15 UTC+2 | 19:15 UTC+2  |                |   |      | Malmö       | Malmö |

| 3.7         | 5 april 2017 | HV71 | – | Malmö Redhawks | Kinnarps Arena |           |
| 19:15 UTC+2 | 19:15 UTC+2  |      |   |                | Jönköping      | Jönköping |
| 19:15 UTC+2 | 19:15 UTC+2  |      |   |                | Jönköping      | Jönköping |
| 19:15 UTC+2 | 19:15 UTC+2  |      |   |                | Jönköping      | Jönköping |
| 19:15 UTC+2 | 19:15 UTC+2  |      |   |                | Jönköping      | Jönköping |
| 19:15 UTC+2 | 19:15 UTC+2  |      |   |                | Jönköping      | Jönköping |
| 19:15 UTC+2 | 19:15 UTC+2  |      |   |                | Jönköping      | Jönköping |

| 4.7         | 7 april 2017 | Malmö Redhawks | – | HV71 | Malmö Arena |       |
| 19:15 UTC+2 | 19:15 UTC+2  |                |   |      | Malmö       | Malmö |
| 19:15 UTC+2 | 19:15 UTC+2  |                |   |      | Malmö       | Malmö |
| 19:15 UTC+2 | 19:15 UTC+2  |                |   |      | Malmö       | Malmö |
| 19:15 UTC+2 | 19:15 UTC+2  |                |   |      | Malmö       | Malmö |
| 19:15 UTC+2 | 19:15 UTC+2  |                |   |      | Malmö       | Malmö |
| 19:15 UTC+2 | 19:15 UTC+2  |                |   |      | Malmö       | Malmö |

| 5.7         | 9 april 2017 | HV71 | – | Malmö Redhawks | Kinnarps Arena |           |
| 15:15 UTC+2 | 15:15 UTC+2  |      |   |                | Jönköping      | Jönköping |
| 15:15 UTC+2 | 15:15 UTC+2  |      |   |                | Jönköping      | Jönköping |
| 15:15 UTC+2 | 15:15 UTC+2  |      |   |                | Jönköping      | Jönköping |
| 15:15 UTC+2 | 15:15 UTC+2  |      |   |                | Jönköping      | Jönköping |
| 15:15 UTC+2 | 15:15 UTC+2  |      |   |                | Jönköping      | Jönköping |
| 15:15 UTC+2 | 15:15 UTC+2  |      |   |                | Jönköping      | Jönköping |

| 6.7         | 11 april 2017 | Malmö Redhawks | – | HV71 | Malmö Arena |       |
| 19:15 UTC+2 | 19:15 UTC+2   |                |   |      | Malmö       | Malmö |
| 19:15 UTC+2 | 19:15 UTC+2   |                |   |      | Malmö       | Malmö |
| 19:15 UTC+2 | 19:15 UTC+2   |                |   |      | Malmö       | Malmö |
| 19:15 UTC+2 | 19:15 UTC+2   |                |   |      | Malmö       | Malmö |
| 19:15 UTC+2 | 19:15 UTC+2   |                |   |      | Malmö       | Malmö |
| 19:15 UTC+2 | 19:15 UTC+2   |                |   |      | Malmö       | Malmö |

| 7.7         | 13 april 2017 | HV71 | – | Malmö Redhawks | Kinnarps Arena |           |
| 19:15 UTC+2 | 19:15 UTC+2   |      |   |                | Jönköping      | Jönköping |
| 19:15 UTC+2 | 19:15 UTC+2   |      |   |                | Jönköping      | Jönköping |
| 19:15 UTC+2 | 19:15 UTC+2   |      |   |                | Jönköping      | Jönköping |
| 19:15 UTC+2 | 19:15 UTC+2   |      |   |                | Jönköping      | Jönköping |
| 19:15 UTC+2 | 19:15 UTC+2   |      |   |                | Jönköping      | Jönköping |
| 19:15 UTC+2 | 19:15 UTC+2   |      |   |                | Jönköping      | Jönköping |

## Träningsmatcher
|             | 16 augusti 2016 | IK Pantern              | 0 – 3                   | Malmö Redhawks          | Malmö isstadion     |                     |
| 19:00 UTC+2 | 19:00 UTC+2     | (0–0, 0–2, 0–1) Rapport | (0–0, 0–2, 0–1) Rapport | (0–0, 0–2, 0–1) Rapport | Malmö Publik: 2 327 | Malmö Publik: 2 327 |
| 19:00 UTC+2 | 19:00 UTC+2     |                         |                         |                         | Malmö Publik: 2 327 | Malmö Publik: 2 327 |
| 19:00 UTC+2 | 19:00 UTC+2     |                         |                         |                         | Malmö Publik: 2 327 | Malmö Publik: 2 327 |
| 19:00 UTC+2 | 19:00 UTC+2     |                         |                         |                         | Malmö Publik: 2 327 | Malmö Publik: 2 327 |
| 19:00 UTC+2 | 19:00 UTC+2     |                         |                         |                         | Malmö Publik: 2 327 | Malmö Publik: 2 327 |
| 19:00 UTC+2 | 19:00 UTC+2     |                         |                         |                         | Malmö Publik: 2 327 | Malmö Publik: 2 327 |

|             | 23 augusti 2016 | Malmö Redhawks | 4 – 0   | AIK     | Malmö isstadion |       |
| 19:00 UTC+2 | 19:00 UTC+2     | Rapport        | Rapport | Rapport | Malmö           | Malmö |
| 19:00 UTC+2 | 19:00 UTC+2     |                |         |         | Malmö           | Malmö |
| 19:00 UTC+2 | 19:00 UTC+2     |                |         |         | Malmö           | Malmö |
| 19:00 UTC+2 | 19:00 UTC+2     |                |         |         | Malmö           | Malmö |
| 19:00 UTC+2 | 19:00 UTC+2     |                |         |         | Malmö           | Malmö |
| 19:00 UTC+2 | 19:00 UTC+2     |                |         |         | Malmö           | Malmö |

|             | 25 augusti 2016 | Karlskrona HK | 2 – 5 | Malmö Redhawks | Arena Karlskrona |            |
| 19:00 UTC+2 | 19:00 UTC+2     |               |       |                | Karlskrona       | Karlskrona |
| 19:00 UTC+2 | 19:00 UTC+2     |               |       |                | Karlskrona       | Karlskrona |
| 19:00 UTC+2 | 19:00 UTC+2     |               |       |                | Karlskrona       | Karlskrona |
| 19:00 UTC+2 | 19:00 UTC+2     |               |       |                | Karlskrona       | Karlskrona |
| 19:00 UTC+2 | 19:00 UTC+2     |               |       |                | Karlskrona       | Karlskrona |
| 19:00 UTC+2 | 19:00 UTC+2     |               |       |                | Karlskrona       | Karlskrona |

|             | 1 september 2016 | HV71 | 5 – 3                   | Malmö Redhawks                                                             | Kinnarps Arena          |                         |
| 19:00 UTC+2 | 19:00 UTC+2      | (1–1, 0–2, 4–0) Rapport | (1–1, 0–2, 4–0) Rapport | (1–1, 0–2, 4–0) Rapport                                                    | Jönköping Publik: 1 004 | Jönköping Publik: 1 004 |
| 19:00 UTC+2 | 19:00 UTC+2      | Martin Thörnberg (13:17) (PP1) Filip Sandberg (48:32) (PP1) Anton Bengtsson (55:23) Mattias Tedenby (56:37) Christoffer Törngren (56:50) | Mål                     | (08:34) Andreas Thuresson (22:35) Christoffer Forsberg (32:51) Kim Rosdahl | Jönköping Publik: 1 004 | Jönköping Publik: 1 004 |
| 19:00 UTC+2 | 19:00 UTC+2      | |                         |                                                                            | Jönköping Publik: 1 004 | Jönköping Publik: 1 004 |
| 19:00 UTC+2 | 19:00 UTC+2      | |                         |                                                                            | Jönköping Publik: 1 004 | Jönköping Publik: 1 004 |
| 19:00 UTC+2 | 19:00 UTC+2      | |                         |                                                                            | Jönköping Publik: 1 004 | Jönköping Publik: 1 004 |
| 19:00 UTC+2 | 19:00 UTC+2      | |                         |                                                                            | Jönköping Publik: 1 004 | Jönköping Publik: 1 004 |

|             | 8 september 2016 | Rögle BK                | 1 – 2                   | Malmö Redhawks                                      | Lindab Arena |           |
| 19:00 UTC+2 | 19:00 UTC+2      | (1–0, 0–1, 0–1) Rapport | (1–0, 0–1, 0–1) Rapport | (1–0, 0–1, 0–1) Rapport                             | Ängelholm    | Ängelholm |
| 19:00 UTC+2 | 19:00 UTC+2      | Bryan Lerg (12:03)      | Mål                     | (23:18) (PP1) Andreas Thuresson (54:51) Jens Olsson | Ängelholm    | Ängelholm |
| 19:00 UTC+2 | 19:00 UTC+2      |                         |                         |                                                     | Ängelholm    | Ängelholm |
| 19:00 UTC+2 | 19:00 UTC+2      |                         |                         |                                                     | Ängelholm    | Ängelholm |
| 19:00 UTC+2 | 19:00 UTC+2      |                         |                         |                                                     | Ängelholm    | Ängelholm |
| 19:00 UTC+2 | 19:00 UTC+2      |                         |                         |                                                     | Ängelholm    | Ängelholm |

|             | 13 september 2016 | Växjö Lakers | 2 – 1 | Malmö Redhawks | Vida Arena |       |
| 19:00 UTC+2 | 19:00 UTC+2       |              |       |                | Växjö      | Växjö |
| 19:00 UTC+2 | 19:00 UTC+2       |              |       |                | Växjö      | Växjö |
| 19:00 UTC+2 | 19:00 UTC+2       |              |       |                | Växjö      | Växjö |
| 19:00 UTC+2 | 19:00 UTC+2       |              |       |                | Växjö      | Växjö |
| 19:00 UTC+2 | 19:00 UTC+2       |              |       |                | Växjö      | Växjö |
| 19:00 UTC+2 | 19:00 UTC+2       |              |       |                | Växjö      | Växjö |

## Spelartruppen
| Nr | Nat  | Spelare               | Pos | S/H | Ålder | Värvad | Födelseort                   |
| -- | ---- | --------------------- | --- | --- | ----- | ------ | ---------------------------- |
| 2  | SVE  | Erik Andersson        | B   | L   | 42    | 2015   | Umeå, Sverige                |
| 3  | CAN  | André Benoit          | B   | L   | 41    | 2016   | St. Albert, Kanada           |
| 4  | USA  | Noah Welch            | B   | L   | 42    | 2016   | Brighton, Boston, USA        |
| 6  | SVE  | Stefan Warg           | B   | R   | 35    | 2014   | Stockholm, Sverige           |
| 7  | SVE  | Nils Andersson        | B   | R   | 33    | 2014   | Umeå, Sverige                |
| 8  | SVE  | Lars Bryggman         | F   | L   | 33    | 2016   | Umeå, Sverige                |
| 9  | DEN  | Frederik Storm        | F   | L   | 36    | 2012   | Gentofte, Danmark            |
| 10 | SVE  | Robin Álvarez (A)     | F   | L   | 37    | 2016   | Malmö, Skåne, Sverige        |
| 12 | SVE  | Andreas Thuresson (A) | F   | R   | 37    | 2015   | Kristianstad, Skåne, Sverige |
| 14 | SVE  | Carl-Johan Lerby      | B   | L   | 27    | 2016   | Trelleborg, Skåne, Sverige   |
| 16 | SVE  | Magnus Häggström      | F   | R   | 38    | 2012   | Örnsköldsvik, Sverige        |
| 20 | SVE  | Erik Forssell (C)     | F   | L   | 43    | 2016   | Skellefteå, Sverige          |
| 23 | SVE  | Christoffer Forsberg  | F   | L   | 30    | 2015   | Östersund, Sverige           |
| 28 | SVE  | Jens Olsson           | B   | L   | 40    | 2012   | Malmö, Skåne, Sverige        |
| 41 | SVE  | Cristopher Nihlstorp  | M   | R   | 41    | 2016   | Malmö, Skåne, Sverige        |
| 43 | DEN  | Nichlas Hardt         | F   | L   | 36    | 2016   | Köpenhamn, Danmark           |
| 49 | USA  | Rhett Rakhshani       | F   | R   | 37    | 2016   | Orange, Kalifornien, USA     |
| 54 | SVE  | Marcus Sylvegård      | F   | R   | 25    | 2016   | Malmö, Skåne, Sverige        |
| 57 | SVE  | Johan Ivarsson        | B   | L   | 29    | 2014   | Höör, Skåne, Sverige         |
| 61 | SVE  | Nicklas Jadeland      | F   | L   | 38    | 2012   | Malmö, Skåne, Sverige        |
| 62 | AUT  | Lukas Haudum          | F   | L   | 27    | 2016   | Linz, Österrike              |
| 63 | SVE  | Fredrik Händemark     | F   | L   | 31    | 2015   | Björbo, Sverige              |
| 67 | AUT  | Konstantin Komarek    | F   | L   | 32    | 2016   | Wien, Österrike              |
| 69 | SVE  | Oscar Alsenfelt       | M   | L   | 37    | 2015   | Malmö, Skåne, Sverige        |
| 71 | SVE  | Mathias Tjärnqvist    | F   | L   | 45    | 2016   | Umeå, Sverige                |
| 81 | FIN  | Ilari Filppula        | F   | L   | 43    | 2016   | Vanda, Finland               |
| 90 | SVK  | Martin Fehérváry      | B   | L   | 25    | 2016   | Bratislava, Slovakien        |
| 96 | SVE  | Kim Rosdahl           | F   | R   | 28    | 2013   | Malmö, Skåne, Sverige        |

## Anmärkningslista
1. ↑  Matchen blev försenad då HV71 fastnade i kö vid en trafikolycka.[1][2][3][4]
2. ↑  Matchen skulle egentligen haft nedsläpp 16:00. Linköpings HC:s flygplan fick ett motorhaveri innan det lyft, vilket gjorde att matchen fick skjutas upp en timme.[5][6]